# Чехословацька Соціалістична Республіка
Чехослова́цька Соціалісти́чна Респу́бліка, ЧССР (чеськ. Československá socialistická republika, скор. ČSSR) — офіційна назва Чехословаччини, прийнята під час зміни конституції країни 11 липня 1960 року та діяла до 28 березня 1990 року, коли її було змінено на Чеська і Словацька Федеративна Республіка. 1 січня 1993 року ця країна розпалася на дві суверенні держави — Чехію та Словаччину.
Історичні рамки існування назви ЧССР лише частково перекривають період існування Чехословаччини як соціалістичної держави — однієї з країн народної демократії, співзасновниці й учасниці Варшавського договору.

## Конституція 1960 року та новий адміністративний устрій
5—7 липня 1960 року в Празі пройшла загальнодержавна конференція КПЧ, яка констатувала перемогу соціалістичних виробничих відносин (за збереження обмеженої приватної власності). 11 липня 1960 року Національні збори прийняли нову конституцію, за якою країна почала йменуватись Чехословацькою Соціалістичною Республікою — ЧССР. Невдовзі після цього на базі економічного районування, розробленого ще у 1950-х роках, було запроваджено новий адміністративно-територіальний поділ.
|      | Області та прирівняні до них міста | Області та прирівняні до них міста | Адмін. центр     | Площа  | Площа    | Населення | Населення | Доля у виробництві | Доля у виробництві |
| км²  | Області та прирівняні до них міста | Області та прирівняні до них міста | Адмін. центр     | %%     | тис.чол. | %%        | пром.     | с/г                |                    |
| ---- | ---------------------------------- | ---------------------------------- | ---------------- | ------ | -------- | --------- | --------- | ------------------ | ------------------ |
|      | Прага                              | Praha                              | —                | 497    | 0,39 %   | 1176      | 7,85 %    | 8,7 %              | —                  |
| I    | Центральночеська                   | Středočeský kraj                   | Прага            | 11002  | 8,60 %   | 1139      | 7,61 %    | 8,4 %              | 13,5 %             |
| II   | Південночеська                     | Jihočeský kraj                     | Ческе-Будейовице | 11347  | 8,87 %   | 676       | 4,51 %    | 3,3 %              | 8,0 %              |
| III  | Західночеська                      | Západočeský kraj                   | Пльзень          | 10872  | 8,50 %   | 880       | 5,88 %    | 4,6 %              | 5,7 %              |
| IV   | Північночеська                     | Severočeský kraj                   | Усті-над-Лабою   | 7810   | 6,11 %   | 1149      | 7,67 %    | 10,8 %             | 4,9 %              |
| V    | Східночеська                       | Východočeský kraj                  | Градець-Кралове  | 11240  | 8,79 %   | 1234      | 8,24 %    | 8,7 %              | 10,9 %             |
| VI   | Південноморавська                  | Jihomoravský kraj                  | Брно             | 15029  | 11,75 %  | 2005      | 13,39 %   | 11,4 %             | 16,9 %             |
| VII  | Північноморавська                  | Severomoravský kraj                | Острава          | 11066  | 8,65 %   | 1899      | 12,68 %   | 18,3 %             | 9,3 %              |
|      | ЧСР                                | ČSR                                | Прага            | 78863  | 61,67 %  | 10158     | 67,84 %   | 74,2 %             | 69,2 %             |
|      | Братислава                         | Bratislava                         | —                | 368    | 0,29 %   | 350       | 2,34 %    | 5,3 %              | —                  |
| VIII | Західнословацька                   | Západoslovenský kraj               | Братислава       | 14491  | 11,33 %  | 1648      | 11,01 %   | 5,5 %              | 17,5 %             |
| IX   | Центральнословацька                | Stredoslovenský kraj               | Банська Бистриця | 17976  | 14,06 %  | 1477      | 9,86 %    | 9,0 %              | 6,3 %              |
| X    | Східнословацька                    | Východoslovenský kraj              | Кошиці           | 16179  | 12,65 %  | 1341      | 8,96 %    | 6,0 %              | 7,0 %              |
|      | ССР                                | SSR                                | Братислава       | 49014  | 38,33 %  | 4815      | 32,16 %   | 25,8 %             | 30,8 %             |
|      | ЧССР                               |                                    | Прага            | 127877 | 100,0 %  | 14973     | 100,0 %   | 100,0 %            | 100,0 %            |

З 1 січня 1969 року набув чинності Конституційний закон про Чехословацьку федерацію (№  143/1968 Sb.), за яким унітарна держава була перетворена на федерацію двох рівноправних республік — Чехії та Словаччини.

## Населення
Населення (1991): 15.6 мільйонів, національний склад: чехи — 62,8 %, словаки — 31 %, угорці — 3,8 %, цигани — 0,7 %, сілезці — 0,3 %. Також до складу входили люди інших національностей — русини, українці, німці, поляки та євреї.
Природний приріст — 2,7 % в 1985 році, 1,7 % в 1990 році.
У 1989 році тривалість життя становила 67,7 років для чоловіків і 75,3 років для жінок. 23,1 % населення було молодше 15 років, а 19 % були у віці старше 60 років.
Щільність населення в 1986 році становила приблизно 121 осіб на квадратний кілометр. Найбільш населений географічний регіон — Моравія, 154 людини на квадратний кілометр. Середній показник для Чехії був близько 120 осіб, а для Словаччини — близько 106 осіб. Найбільші міста станом на січень 1986 року:
- Прага (Чехія) — 1,2 млн осіб
- Братислава (Словаччина) — 417 103 осіб
- Брно (Чехія) — 385 684 осіб
- Острава (Чехія) — 327 791 осіб
- Кошиці (Словаччина) — 222 175 осіб
- Пльзень (Чехія) — 175 244.

## Економіка

### ЧССР в системі міжнародного розподілу праці
Географічне положення «на перехрестях» найважливіших транс-європейських комунікацій, включаючи водні (з Лаби на північ й Дунаєм на південь), дозволило, за наявності власних запасів різних видів вугілля, компенсувати ввезенням відносну нестачу залізорудної сировини. На цій основі вже до кінця XIX століття власна металургійна база сприяла орієнтації чеської індустрії на машинобудування, у складі якого виділялось транспортне.
Словаччина ж, яка адміністративно входила до складу Угорського королівства, доповнювала економічний комплекс регіону не тільки своїм аграрним сектором, але й гірничим виробництвом. Словацьке Рудогір'я, поряд із Рудними горами Чехії, тривалий час наповнювало казну золотом і сріблом, а промисловість в цілому — ресурсами первісного нагромадження капіталу. Втім, до кінця XIX століття запаси золота у Словаччині було практично вичерпано, натомість у 1898 році Чехія з 371 т золотої руди вилучила 59,86 кг золота, і крім того видобула понад 39,5 т срібла.
Галузева спеціалізація промисловості Чехословаччини складалась за доби промислового перевороту XIX століття в рамках Австро-Угорщини, де ці землі були найбільш розвинутим зі слов'янських регіонів цієї великої багатонаціональної імперії Габсбургів. За оцінками початку XX століття окремо взяте Богемське королівство (особливо його північна місцевість) за ступенем розвитку промисловості взагалі посідало перше місце у всій Австро-Угорській монархії.
Місце знову утвореної 1918 року Чехословаччини в системі міжнародного розподілу праці було вирішено, з одного боку — внутрішньогосподарчими товаропотоками колишньої Австро-Угорщини (стали «міжнародними» з появою нових кордонів), а з іншого — орієнтацією, в основному, на Західну Європу, де серед зовнішньоторгових партнерів домінувала Німеччина.
У 1949 році Чехословаччина виступила співзасновником РЕВ — міждержавної організації соціалістичних країн за координацією зовнішньоекономічних зв'язків та національних програм і планів їх економічного розвитку.
В межах РЕВ Чехословаччина разом з Угорщиною, Югославією та, частково, Румунією ніби реінтегрували єдиний економічний простір колишньої Австро-Угорщини, розділений 1918 року державними і митними перепонами. Фактично, із земель цієї імперії за межами РЕВ залишалась тільки Австрія. Всередині РЕВ відновлювалась також і економічна взаємодія з північними сусідами ЧССР — Німеччиною (НДР) та Польщею. Зі свого боку СРСР узяв на себе в РЕВ роль основного постачальника металів, нафтогазової сировини й електроенергії для промисловості ЧССР, та, відповідно, покупців чехословацької продукції.

### Повоєнні перетворення
5 квітня 1945 року президент Бенеш затвердив Кошицьку урядову програму відновлення економіки Чехословаччини. Націоналізація колишніх приватних підприємств і банків була у цій програмі не самоціллю, а способом організації діяльності економіки за умов необхідності покарання колабораціоністів та інакодумців. За декретом про недійсність майново-правових відносин, що виникли за років окупації (19 травня 1945 року) все майно виробничого призначення, що належало колабораціоністам, мало бути безповоротно передано до народного управління. Однак при цьому за декретом 24 жовтня 1945 року власники націоналізованих копалень та крупних промислових підприємств (з-поміж незаплямованих співробітництвом з нацистами) отримували компенсацію.
Таким чином до рук держави цілком перейшла енергетика, вугільна, металургійна, основна частина хімічної промисловості та підприємства військово-промислового комплексу, а також акціонерні банки і страхкаси. У решті галузей були націоналізовані (з викупом) підприємства з чисельністю не менше за 150 осіб. Як наслідок, доля промислового виробництва, переданого з приватної у державну власність), склала 80 %.
Декретом від 12 червня 1945 року були конфісковані усі землі, що належали німецьким та угорським поміщикам, а також тим, хто співробітничав із німецькими, угорськими та (у 1938-39 роках) польськими окупантами. Для розвитку аграрної реформи, проголошеної ще у 1919 році, у червні 1947 року було прийнято закон, що передбачав подальше зниження верхньої межі розмірів приватних землеволодінь.
Кошицька програма стала для Чехословаччини масштабним досвідом макроекономічного регулювання економіки, орієнтованої на ринок. Остаточно завдання повоєнного відновлення економіки вирішив перший п'ятирічний план 1949-53 років: рівень промислового виробництва сягнув 119 % відносно до останнього мирного, 1937 року.

### Машинобудування, пальне й енергетика
У межах РЕВ Чехословаччина узяла курс на подальший розвиток машинобудування як ключової галузі своєї економіки. Відбувся важливий структурний зсув: доля машинобудування, яка становила у 1930 році 1/5 (21 %), зросла до 1960 року до 1/3 (33,4 %), і продовжувала зберігатись приблизно на тому ж рівні у 1970-1980-х роках. Питома вага металургії — несприятливої для екології галузі з виплавки металів на вугіллі — навпаки, скоротилась із 21 % у 1930 році до 7,4-7,5 % у 1960-1970-х рр., в тому числі завдяки імпорту прокату (у 1987—1988 роках поставки СРСР становили 62-67 млн т).
Питома вага паливно-енергетичних галузей за числом зайнятих (1930 — 10,1 %; 1960 — 9,9 %, 1976 — 8 %) показувала незначне зниження, однак на цьому тлі у 1960-70-х рр. відбувся суттєвий структурний зсув, пов'язаний із будівництвом нафтопроводу «Дружба». При тому, що видобуток бурого вугілля продовжував зростати (1960 — 57,9; 1970 — 81,3 і 1976 — 89,5 млн т), на роль основного енергоносія в економіці ЧССР постали нафта й газ. У 1987 році СРСР поставив до ЧССР майже 17 млн т нафти на 2,6 млрд валютних карбованців; на 1,2 млрд карбованців — газу, а також 3,7 млрд кВт-год електроенергії. На цій матеріальній основі соціалістична Чехословаччина зберегла та якісно розвинула провідні галузі своєї міжнародної спеціалізації. Одночасно відбувалось і прискорене створення індустріального потенціалу Словаччини.
У металургії, окрім модернізації старих заводів у Чехії (Острава, Тршинець, Кладно), звели два нових крупних комбінати — один в Остраві та інший у східнословацькому місті Кошиці. При цьому Середня та Північна Словаччина почали спеціалізуватись на випуску спеціальних феросплавів. В рамках інтеграційних програм РЕВ у Словаччині (Жара-на-Гроні) було зведено алюмінієвий завод, що працює на бокситах з Угорщини.
Історично провідною машинобудівною підгалуззю країни (близько третини вартості продукції) було й залишилось виробництво рейкових (тепловози, електровози, залізничні й трамвайні вагони) і колісних (автомобілі, тролейбуси, мотоцикли) транспортних засобів.
В Україні добре знайомі багато модифікацій тролейбусів Škoda, які експлуатувались з початку 1960-х років у багатьох містах СРСР, а також на найдовшій тролейбусній системі у світі, що поєднує Сімферополь з курортами Південного берегу Криму, довжиною 96 км:

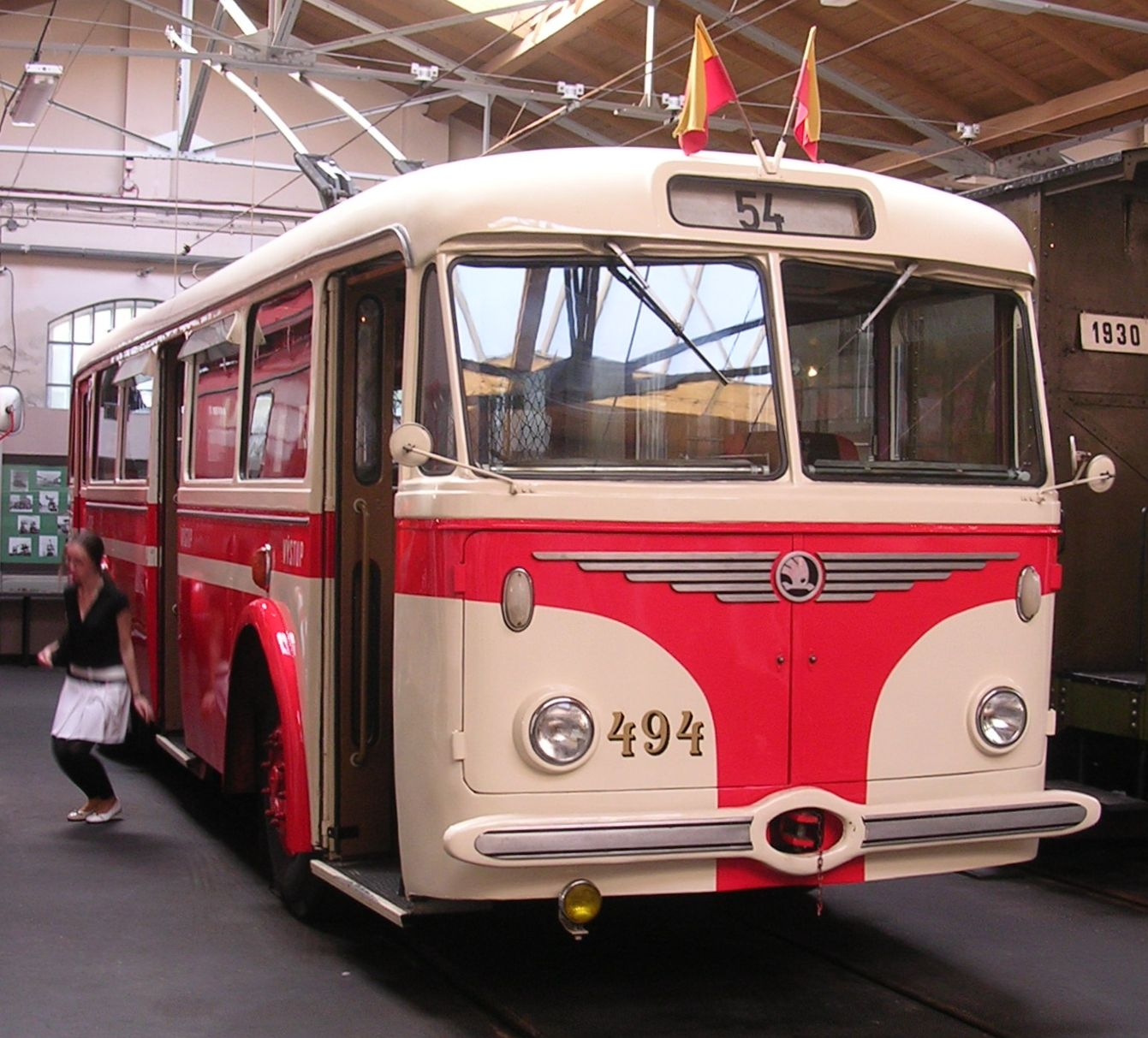
Škoda 8Tr (1956−1961) Тбілісі, Вільнюс, Рига, Дніпропетровськ, Крим, донині у Києві на ходу одна машина 1960 року виробництва, яка працює машиною техдопомоги, виконуючи функції тягача
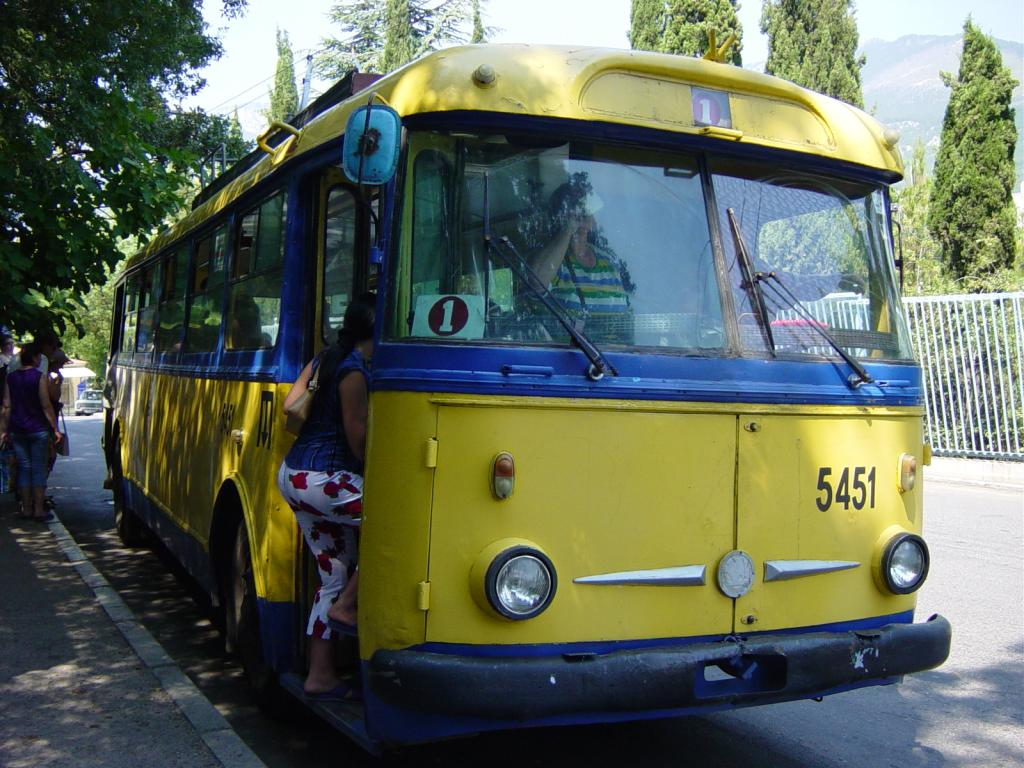
Škoda 9Tr (1961−1982) Баку, Гянджа, Єреван, Батумі, Чіатура, Горі, Кутаїсі, Орузеті, Поті, Руставі, Самтредіа, Сухумі, Тбілісі, Зугдіді, Таллінн, Каунас, Вільнюс, Рига, Київ, Харків, Дніпропетровськ, Луганськ, Лисичанськ, Львів, Луцьк, Маріуполь, Севастополь, Чернівці, Тернопіль, Рівне, на ходу в Криму станом на 2011 рік
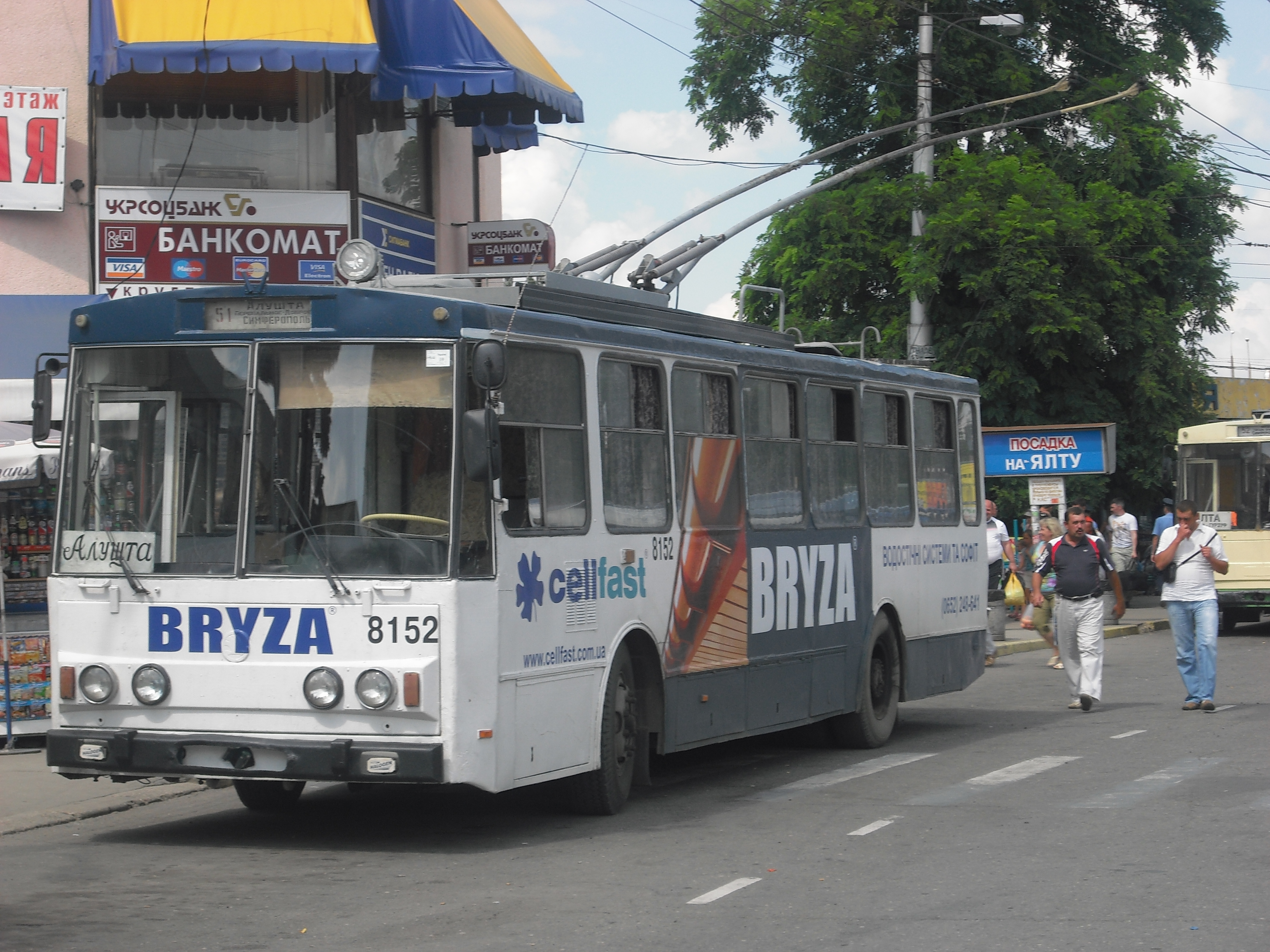
Škoda 14Tr (1980−2003) Київ, Чернівці, Івано-Франківськ, Луганськ, Львів, Маріуполь, Рівне, Тернопіль, Тбілісі, Єреван, Баку, Батумі, Чіатура, Горі, Кутаїсі, Руставі, Сухумі, Бєлгород, Великий Новгород, Вологда, Вільнюс, Каунас, Таллінн, Рига, Алмати, Ашхабад, Ташкент, Ургенч, на ходу в Криму станом на 2011 рік
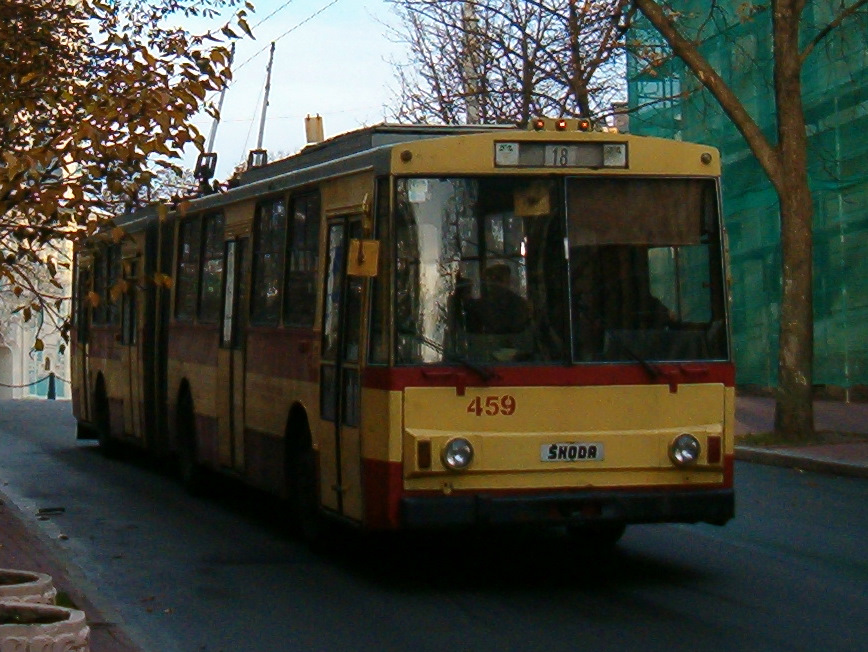
Škoda 15Tr (1986−2004) Київ, Рига, Таллінн, на ходу в Криму станом на 2011 рік

Продовжувався розвиток авіабудування, що розпочалось ще 1919 року. З будівництвом верфі у Комарно (Словаччина) з'явилось річкове суднобудування, а заводу в Брно — і тракторобудування.
Виробництво сучасного озброєння в Чехословаччині також має давню передісторію. Підприємства Богемії та Моравії були однією з найважливіших складових військово-промислового потенціалу Третього Райху, постачаючи у вермахт двигуни, бронетехніку та стрілецьку зброю, включаючи протитанкову. Після Другої світової війни Чехословаччина повернулась на світовий ринок зброї як самостійний експортер — в тому числі за межами кола країн-учасниць Варшавського договору (ОВД), головних за значимістю покупців чеської зброї після власне Чехословацької народної армії. Розміщення нових оборонних підприємств також охоплювало не тільки індустріальну Чехію. У Словаччині до початку 1990-х діяло 35 машинобудівних військових виробництв, орієнтованих на постачання армій країн ОВД різною військовою технікою.

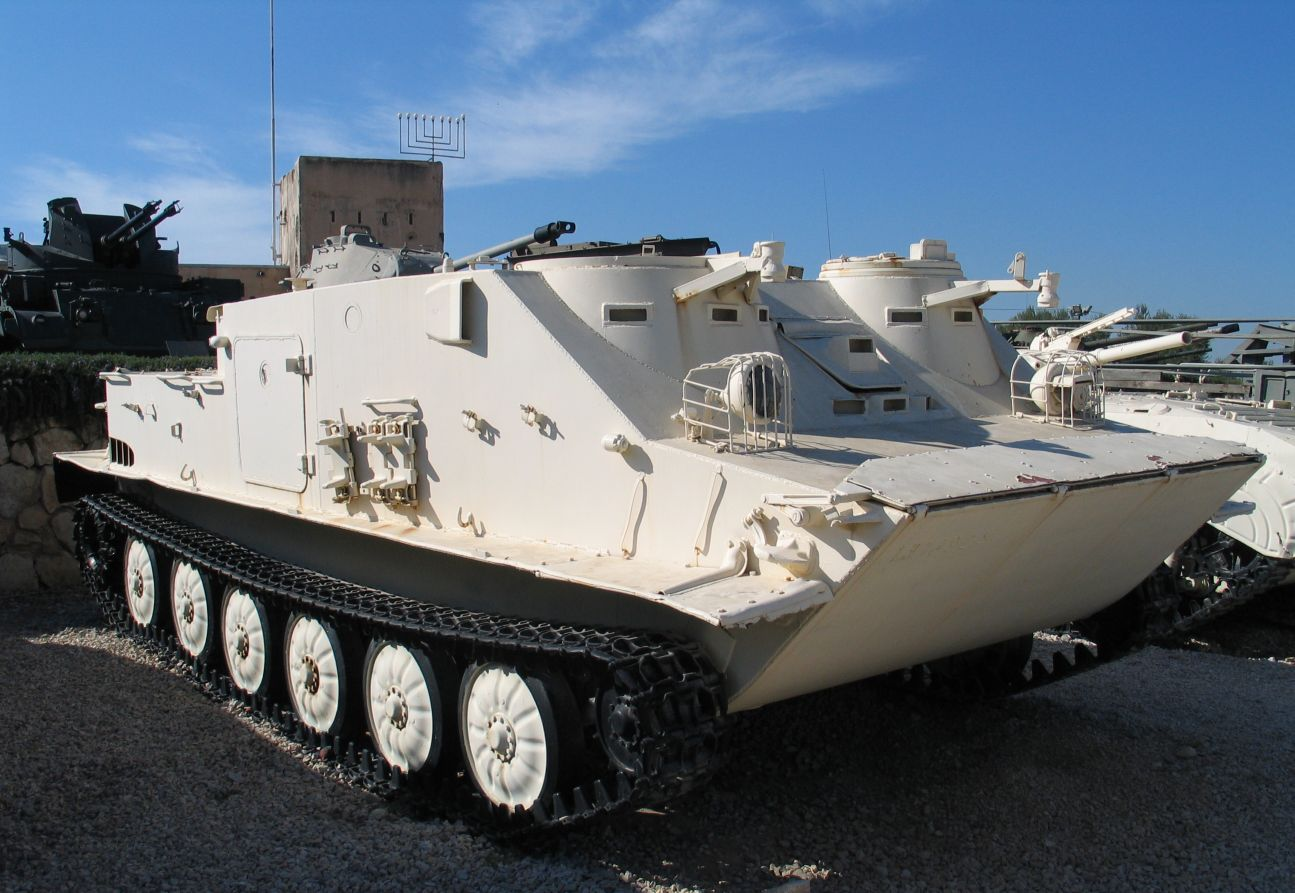
Гусеничний бронетранспортер TOPAS OT-62C - версія радянського БТР-50 (1958-1972)
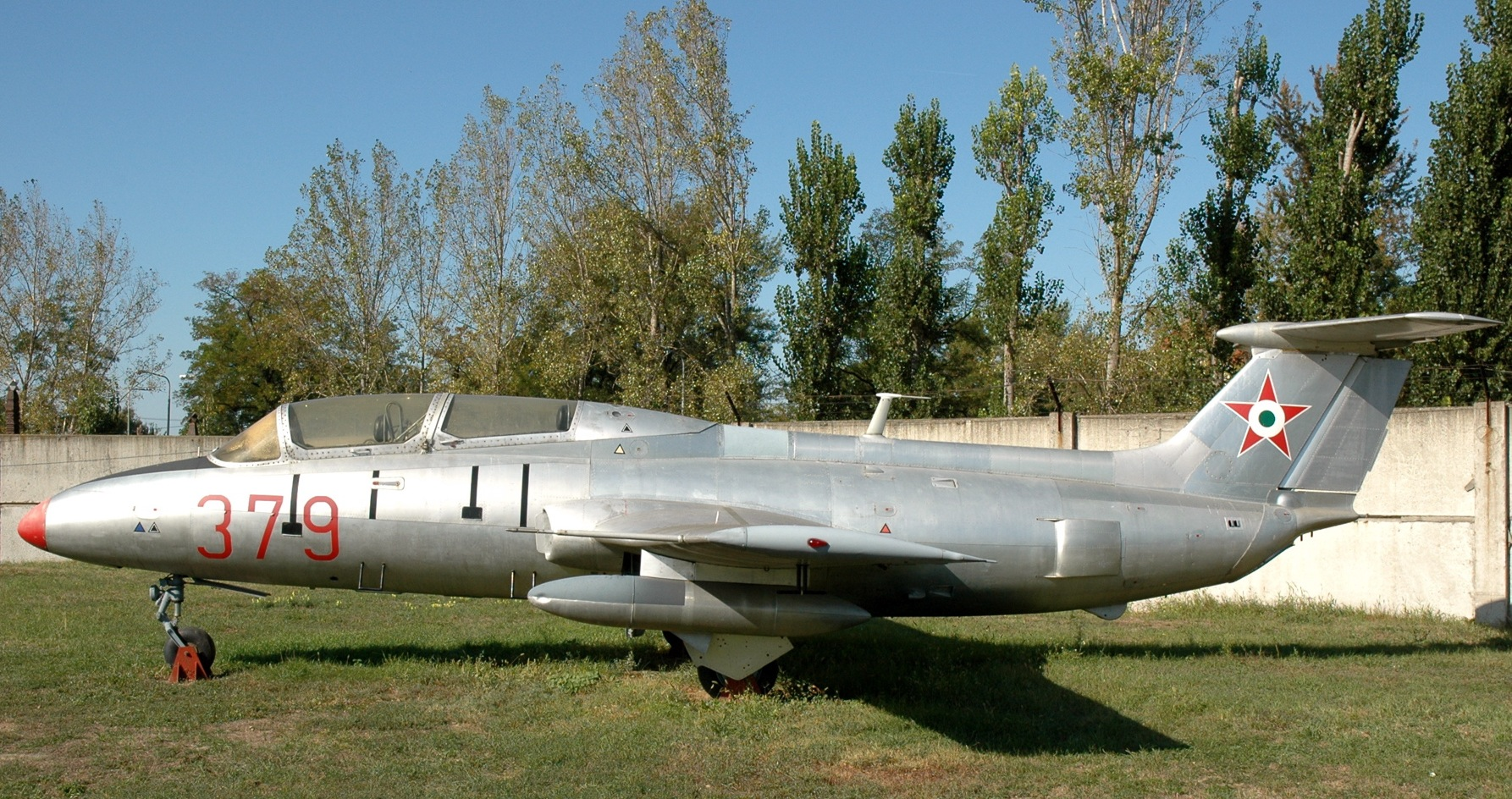
Навчально-тренувальний реактивний літак ВПС країн-учасниць ОВД Aero L-29 Delfin (1963−1974)
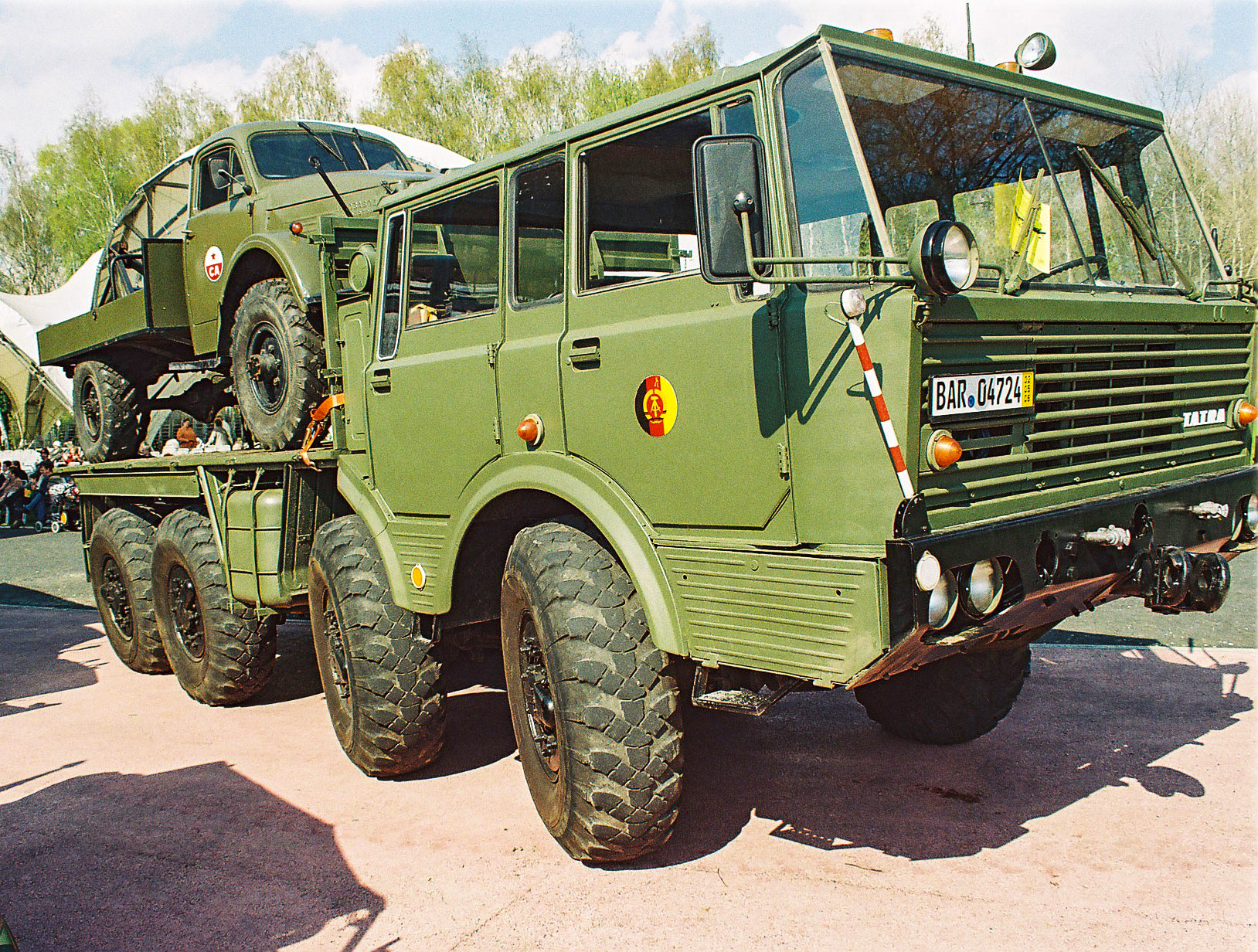
Багатофункціональна вантажівка підвищеної прохідності Tatra T-813 8x8 Kolos (1967−1982)
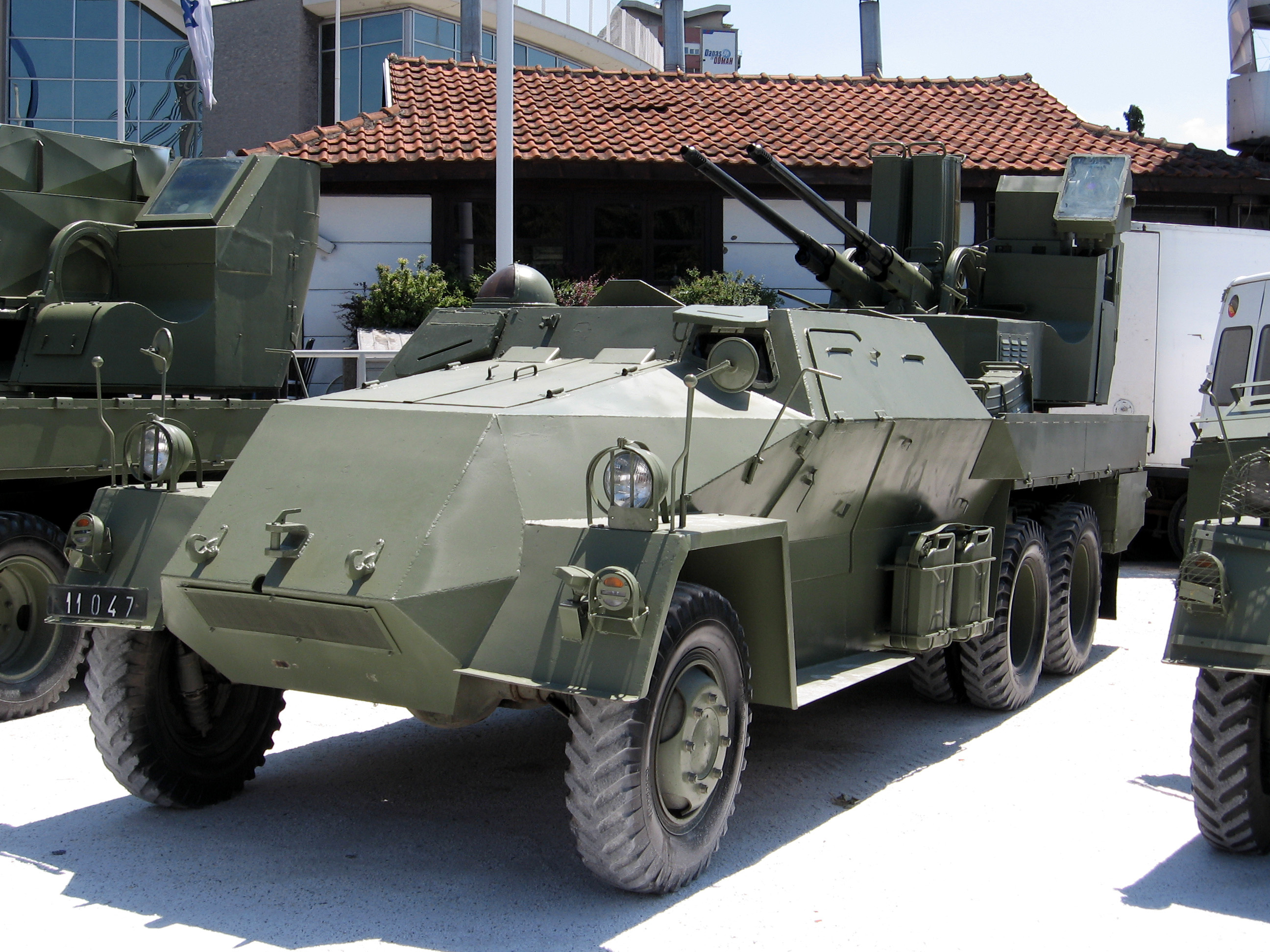
Самохідна спарена зенітна установка Praga PLDvK. 53/59 (1970−1978)
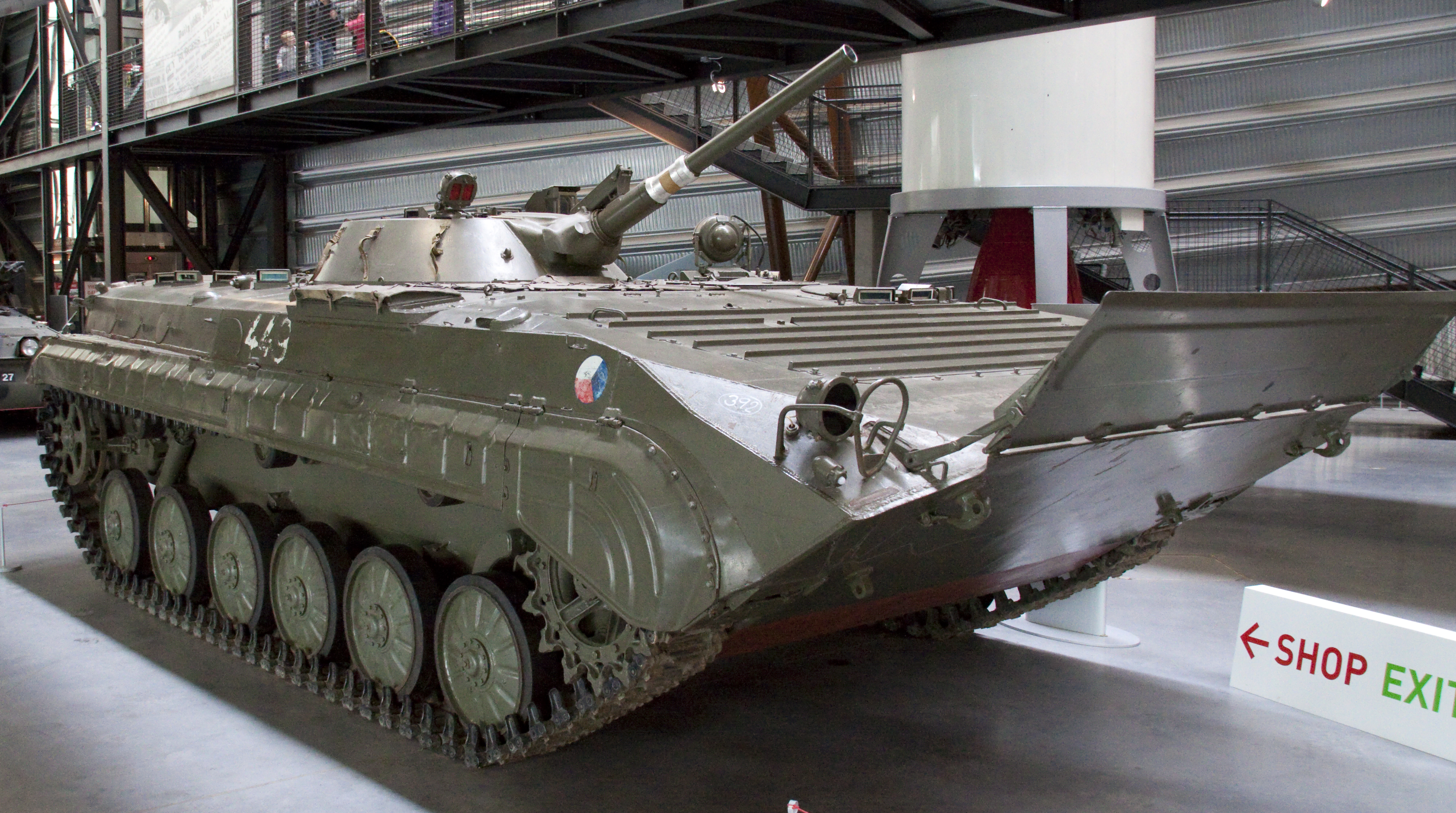
BVP-1 — чехословацька модифікація БМП-1, що вироблялась за ліцензією (1970−1989)
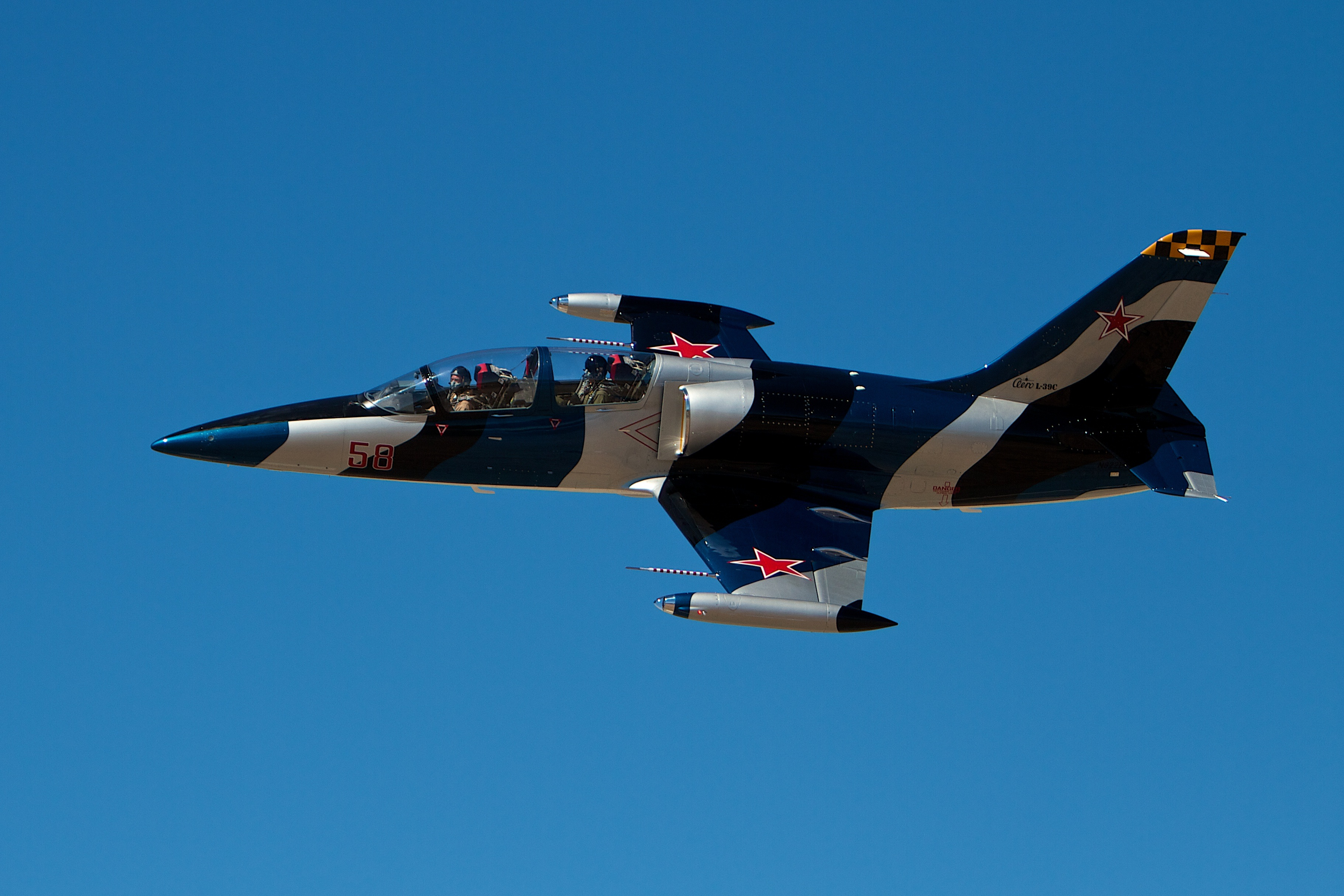
Навчально-тренувальний та навчально-бойовий реактивний літак ВПС країн-учасниць ОВД Aero L-39 Albatros (1970−1999)
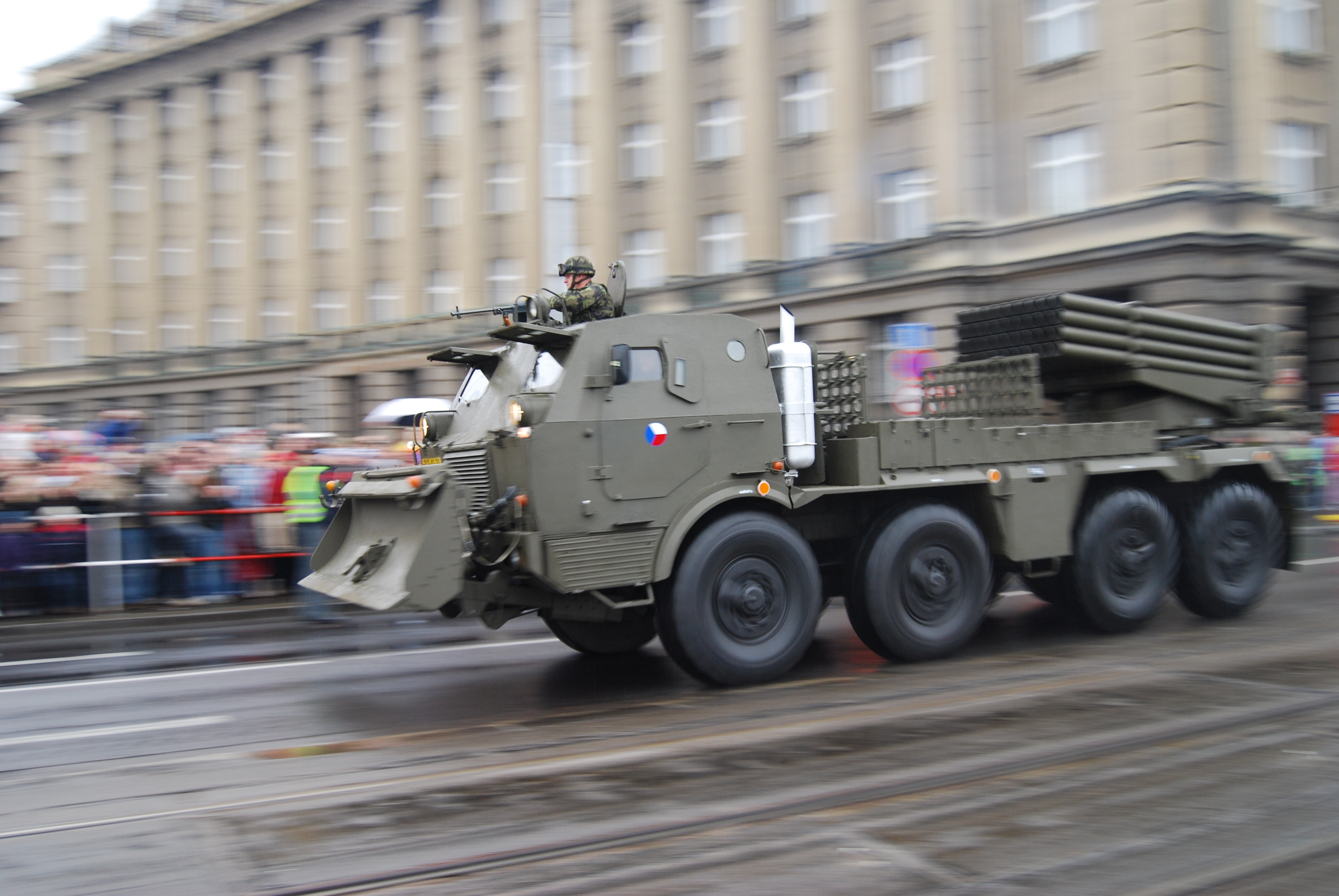
Реактивна система залпового вогню RM-70 (із 1972) на шасі  Tatra 813 або Tatra T815 - версія радянської БМ-21 «Град»
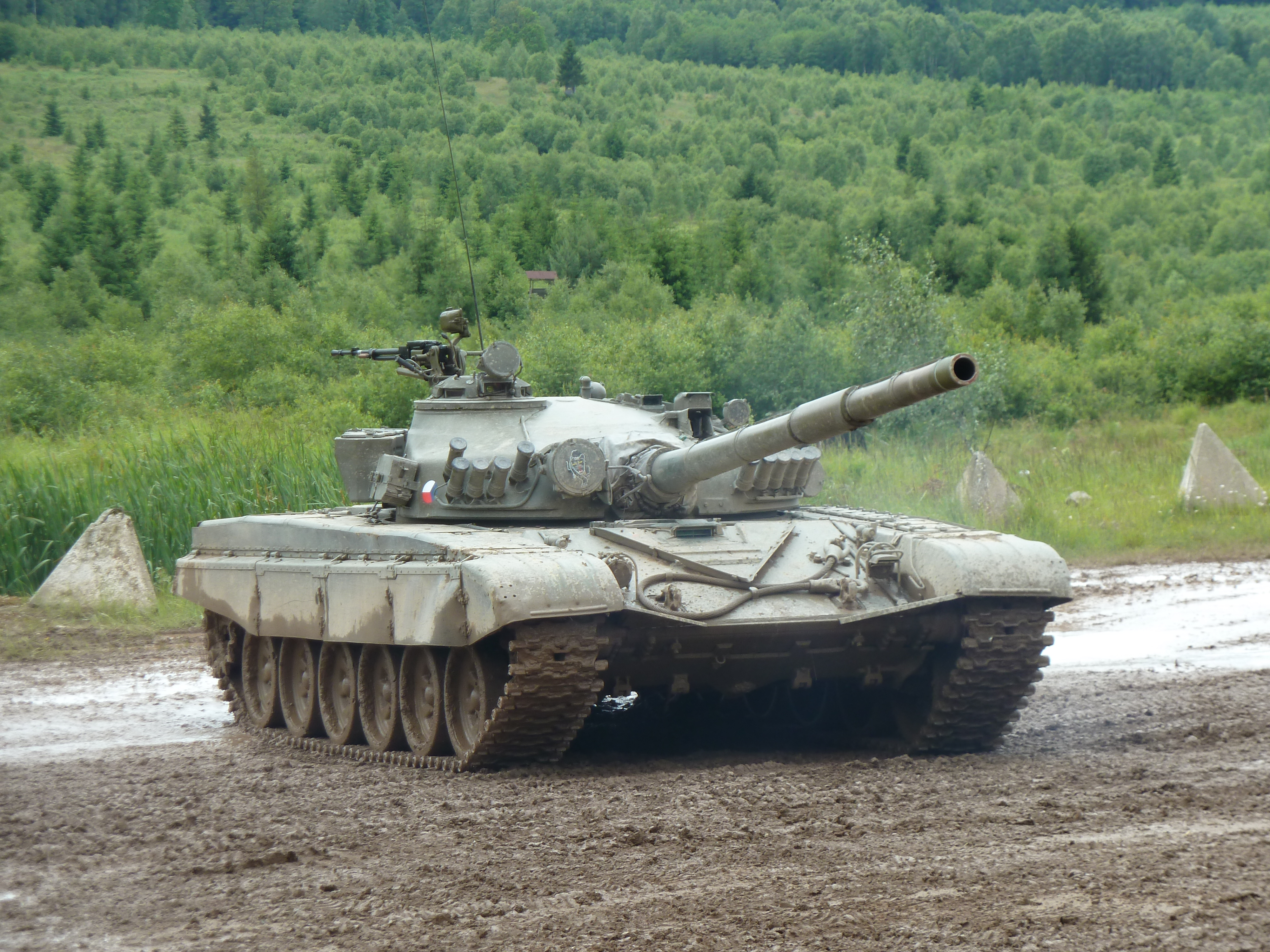
Танк Т-72Б, вироблявся за ліцензією у період 1977−1991 років
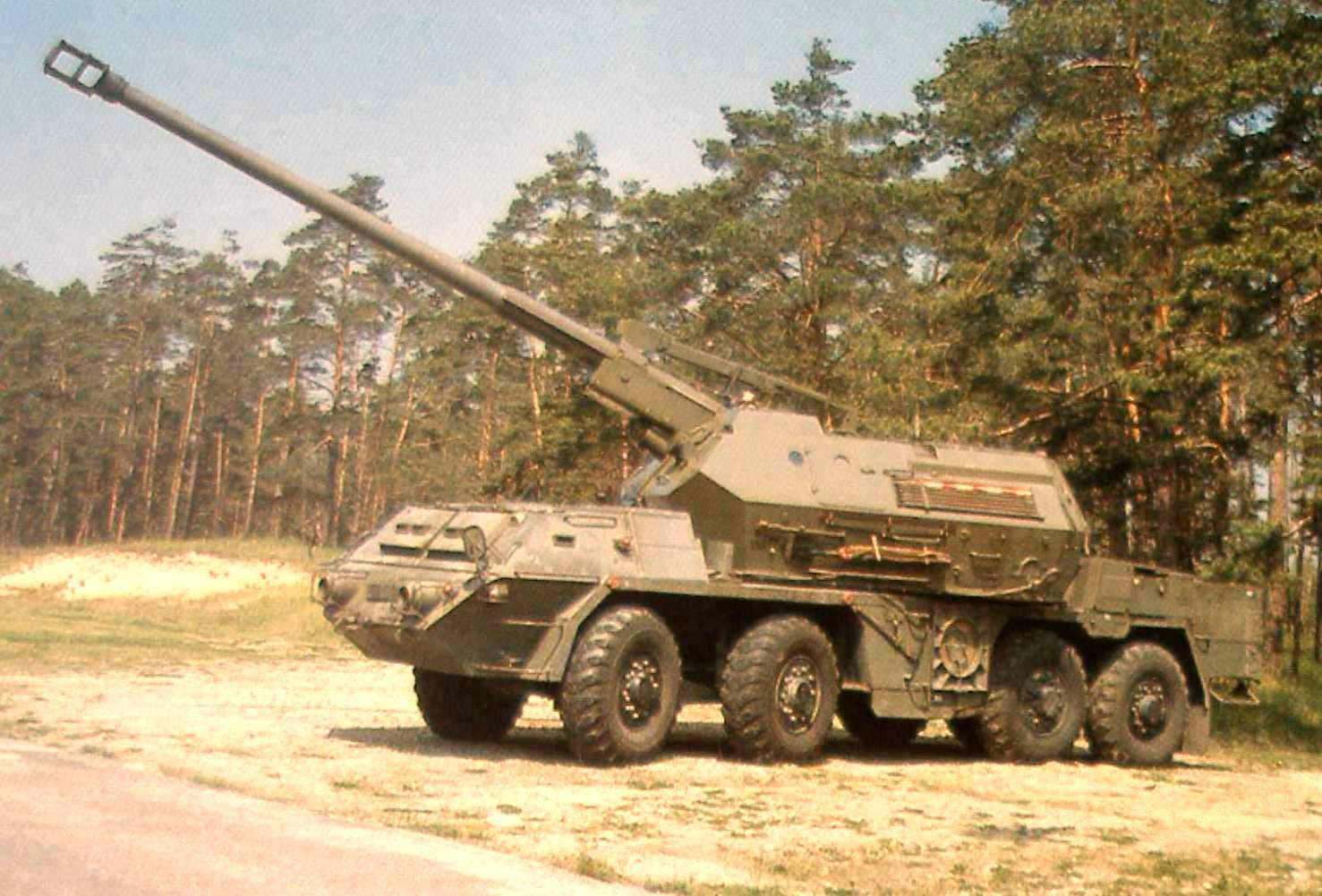
152-мм самохідна гармата-гаубиця vz.77 «Дана» (з 1977)
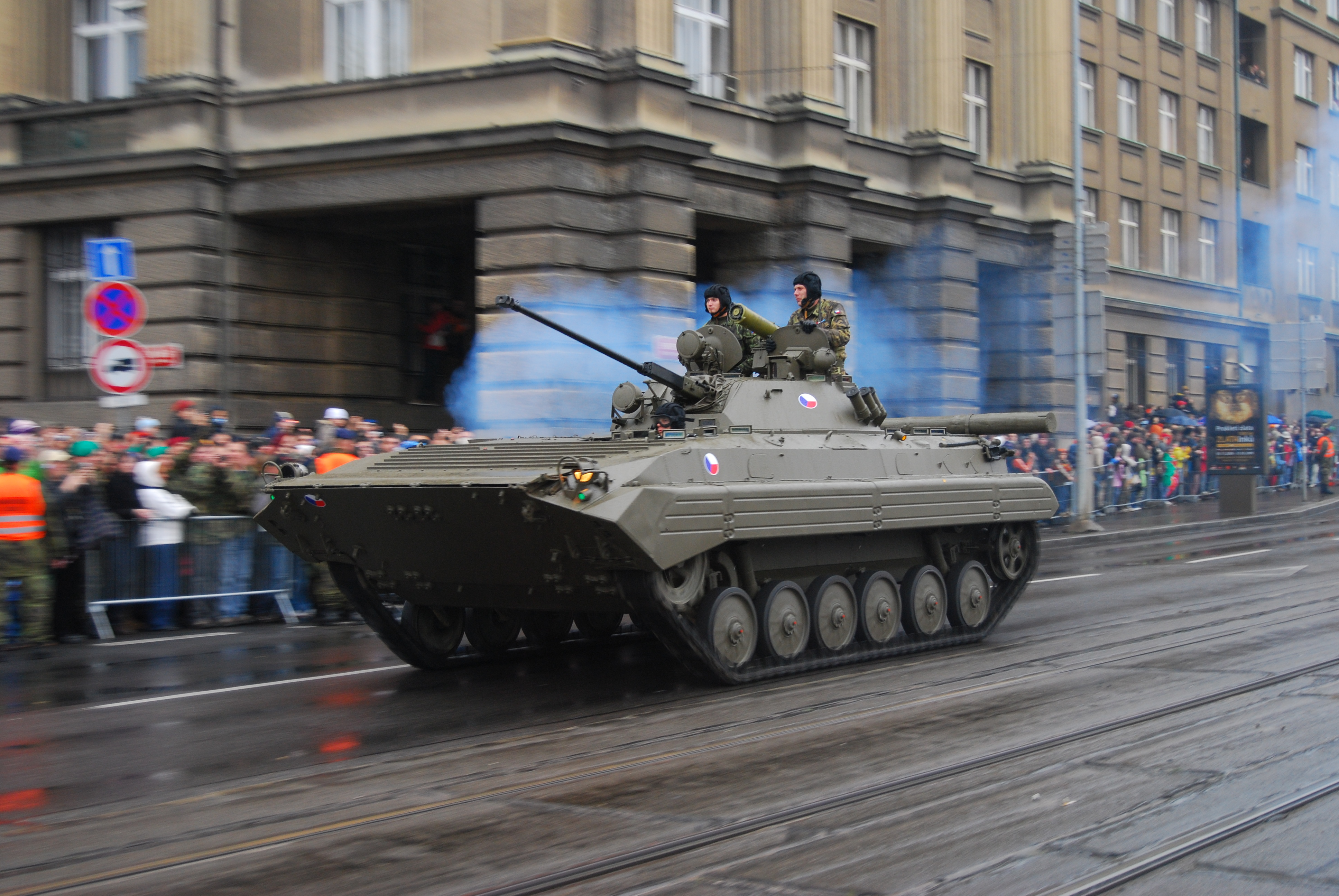
BVP-2 — чехословацька модифікація БМП-2, що вироблялась за ліцензією (1984−1987)
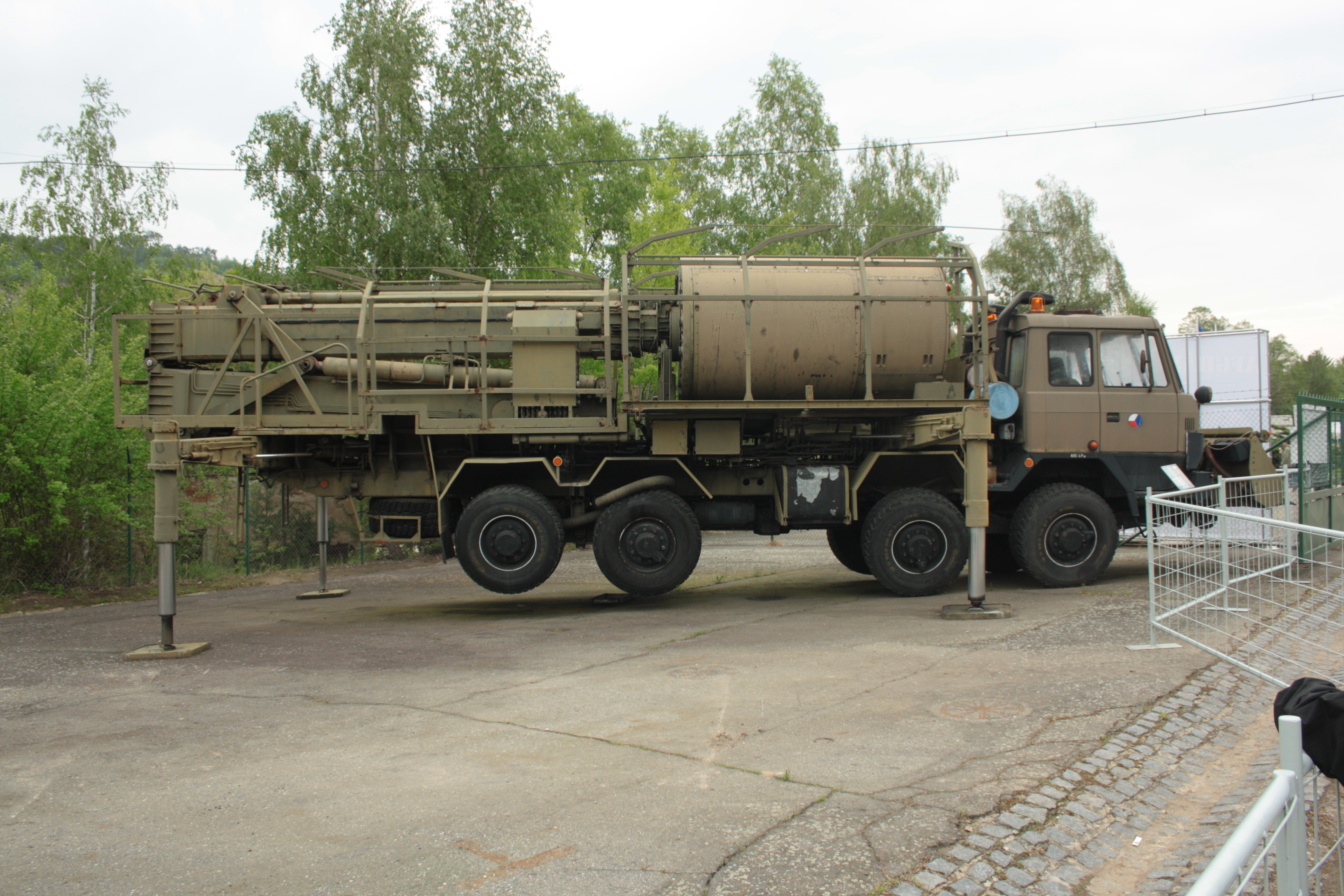
Радіолокатор KRTP-86 Tamara (щогла й антенна у складеному вигляді) на шасі Tatra 815
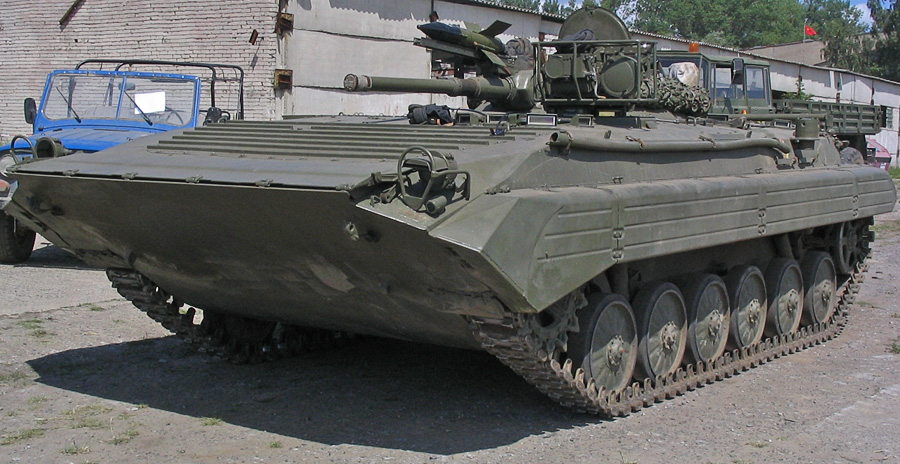
Бойова розвідувальна (десантна) машина BPzV Svatava (1987−?)

Для жителів багатьох міст колишнього СРСР ще одним асоціативним символом ЧССР стали одновагонні трамваї Tatra T3 — їхнє виробництво заводом ЧКД-Прага (1960-1989) хронологічно збіглося з роками існування ЧССР. Виник навіть своєрідний парадокс: одновагонні трамваї, розроблені й запущені у виробництво в Ленінграді навіть раніше, у 1957 році (модель ЛМ-57), жителі перші роки називали «чеськими». Трамваї в ЧССР випускались і на «Шкоді», натомість марка «Татра» асоціювалась в СРСР передусім з великовантажними самоскидами (у невеликій кількості ввозились і легкові машини цієї марки).

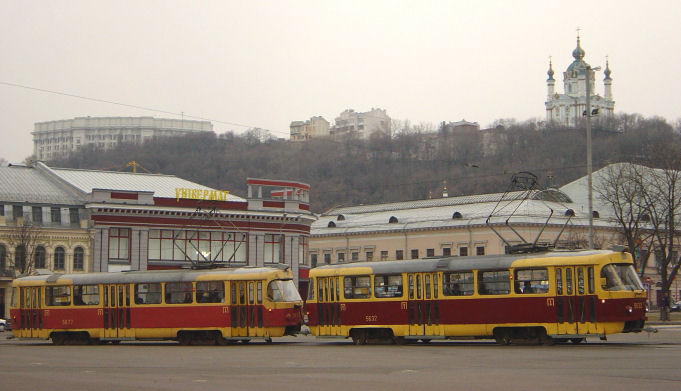
Зчеплення тридверних трамваїв Tatra T3 у традиційних фарбах, Київ
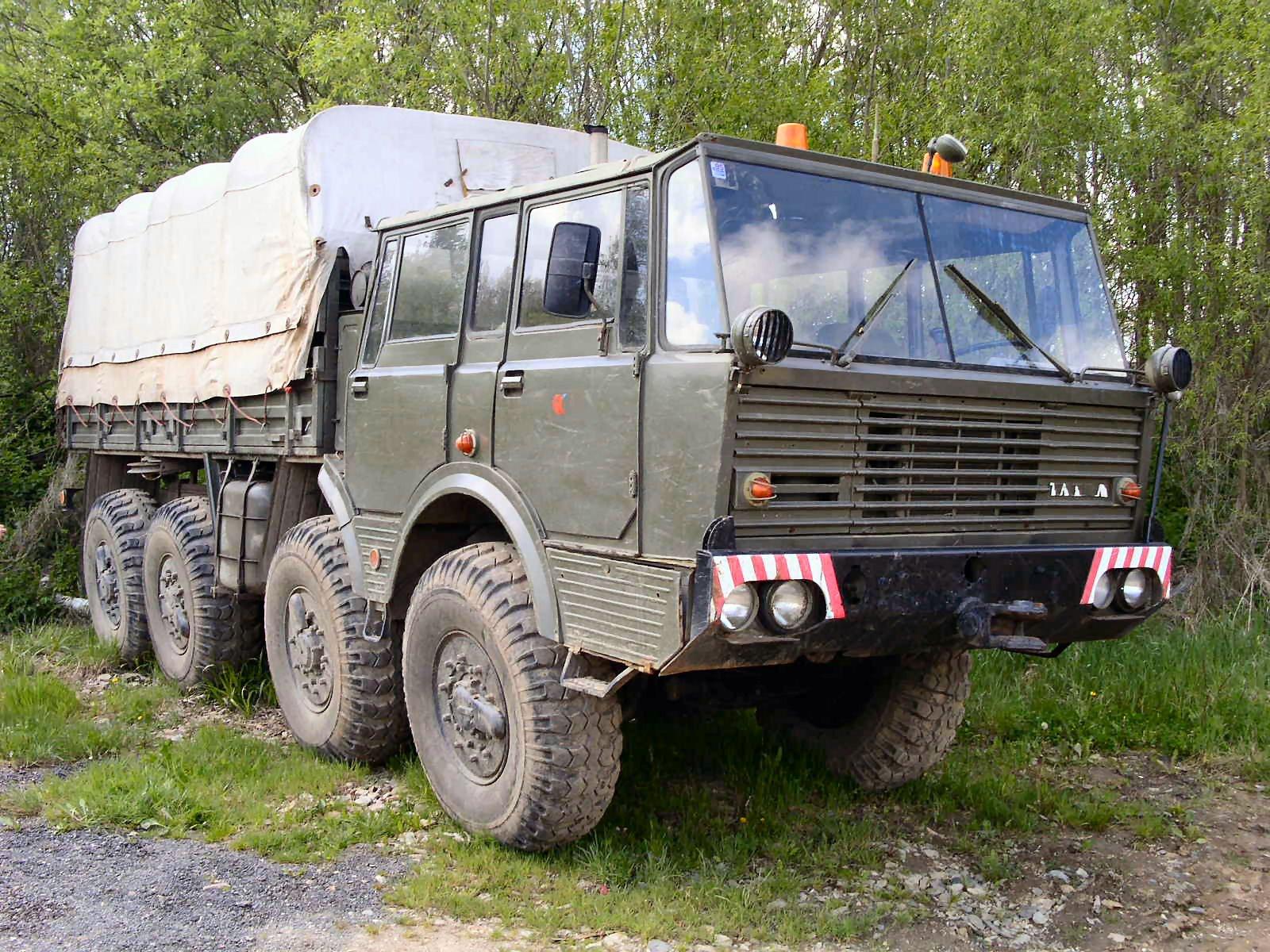
Tatra 813 (1967−1982)
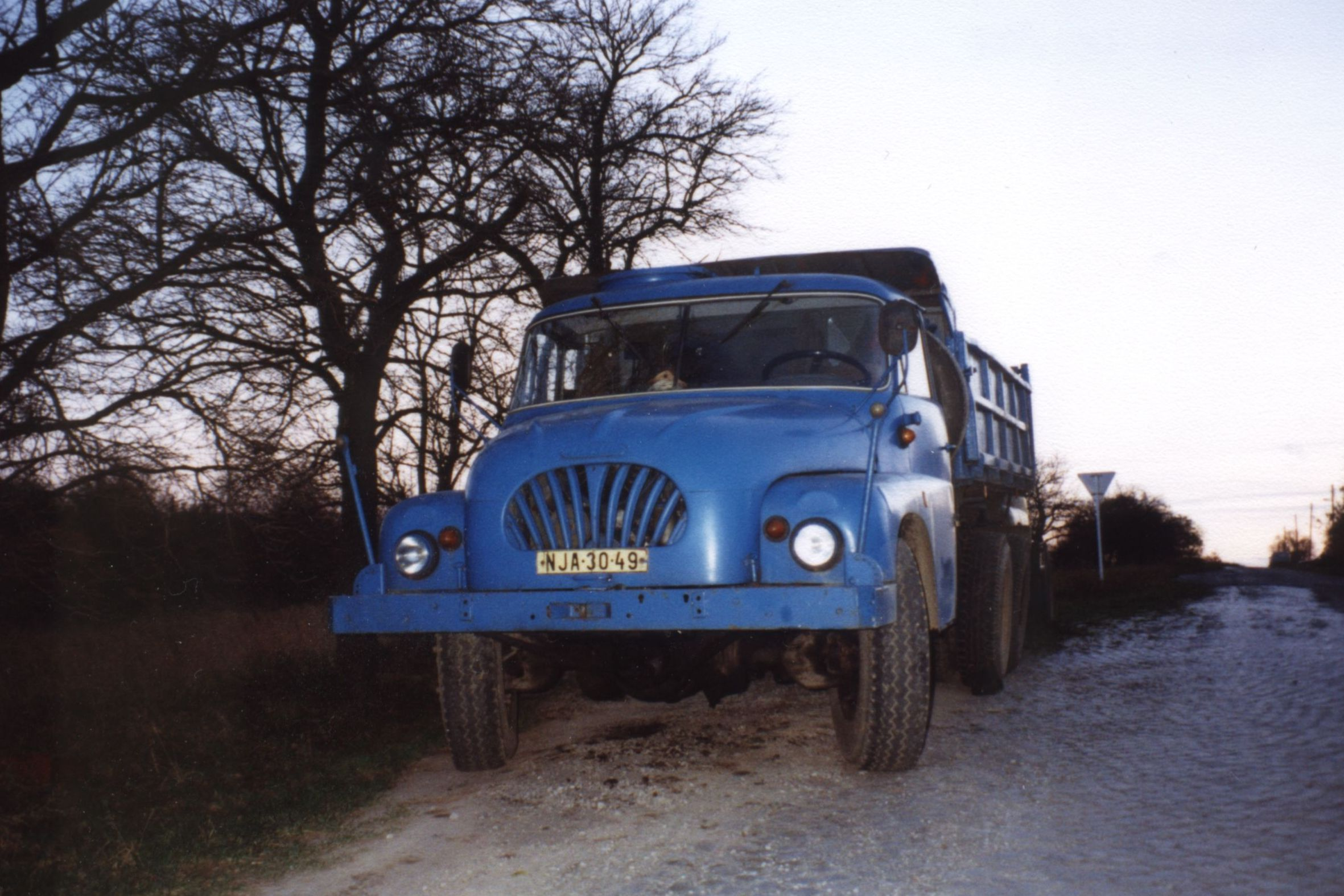
Самоскид Tatra 138 S3 (1959−1971)
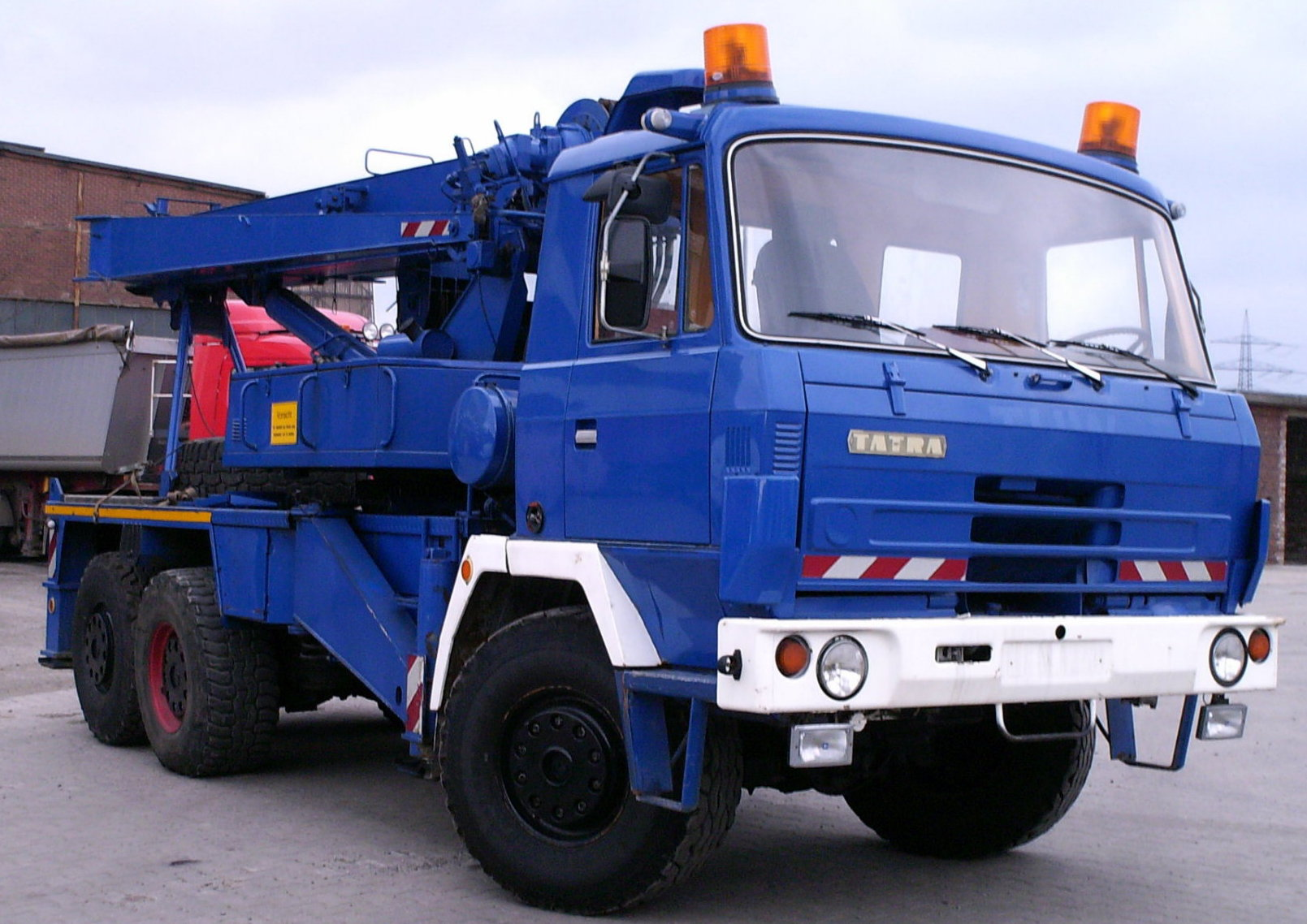
Автокран на шасі Tatra T815 першого покоління (1989-1997)

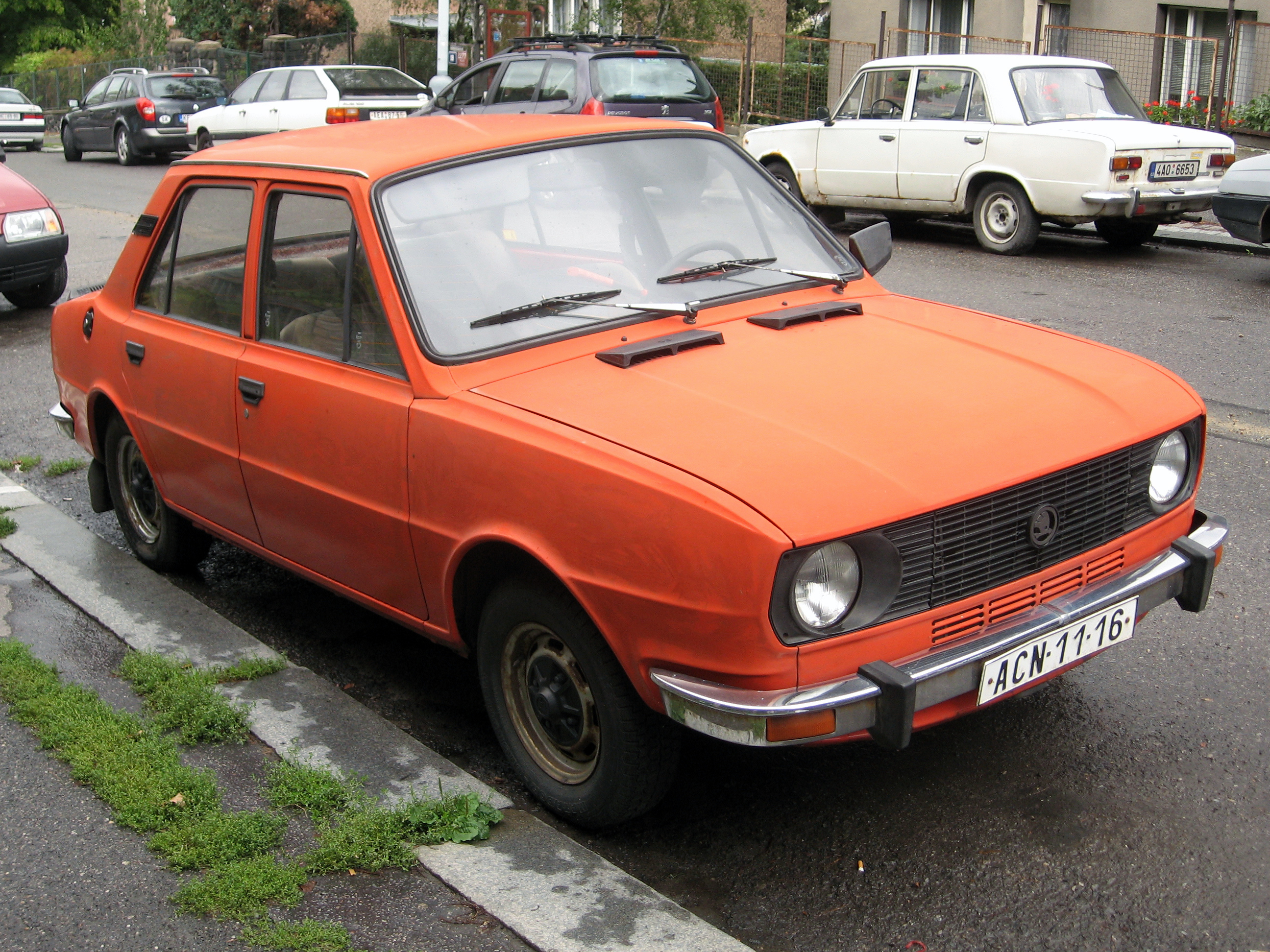
Легкова Škoda 105S
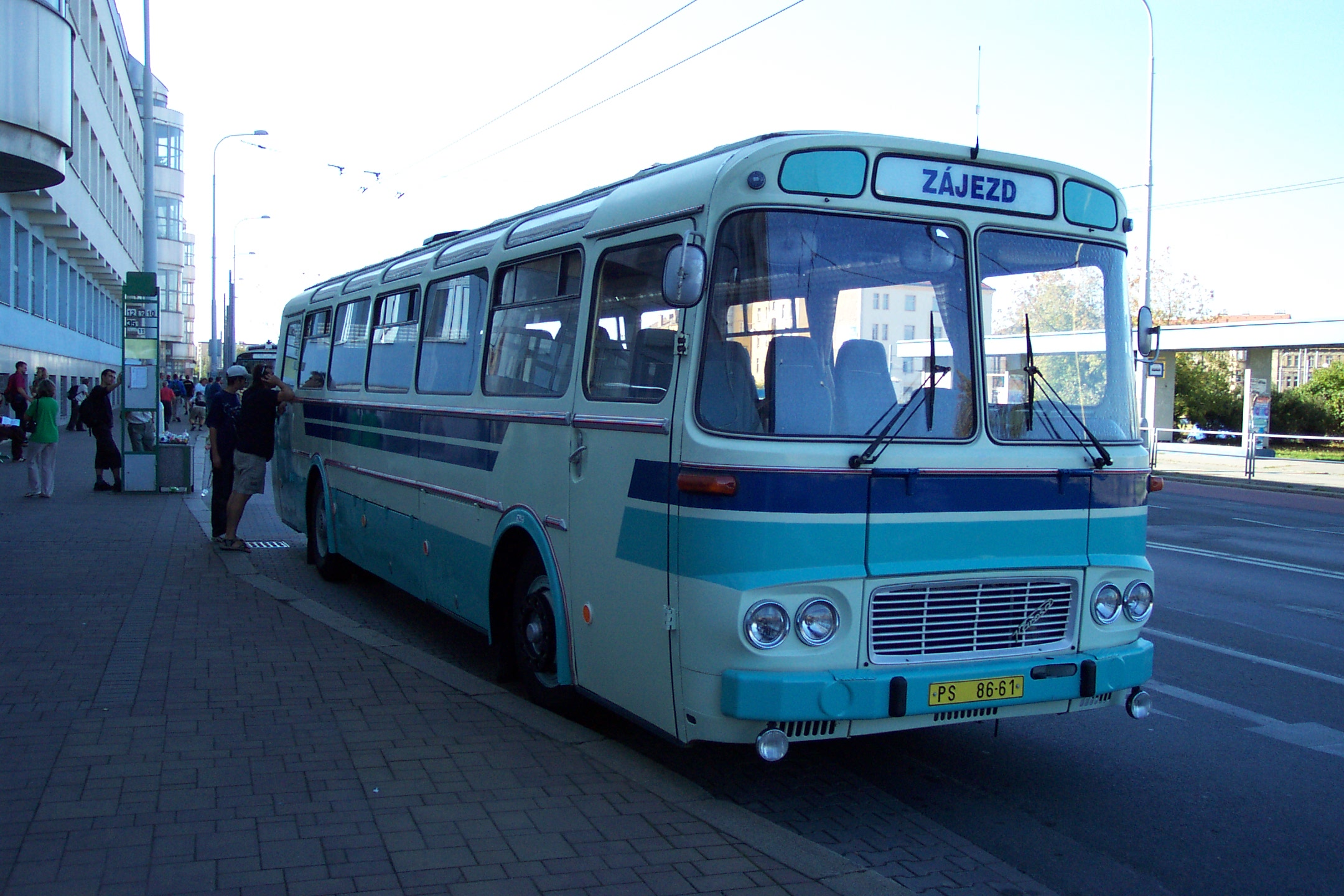
Автобус Karosa ŠD 11
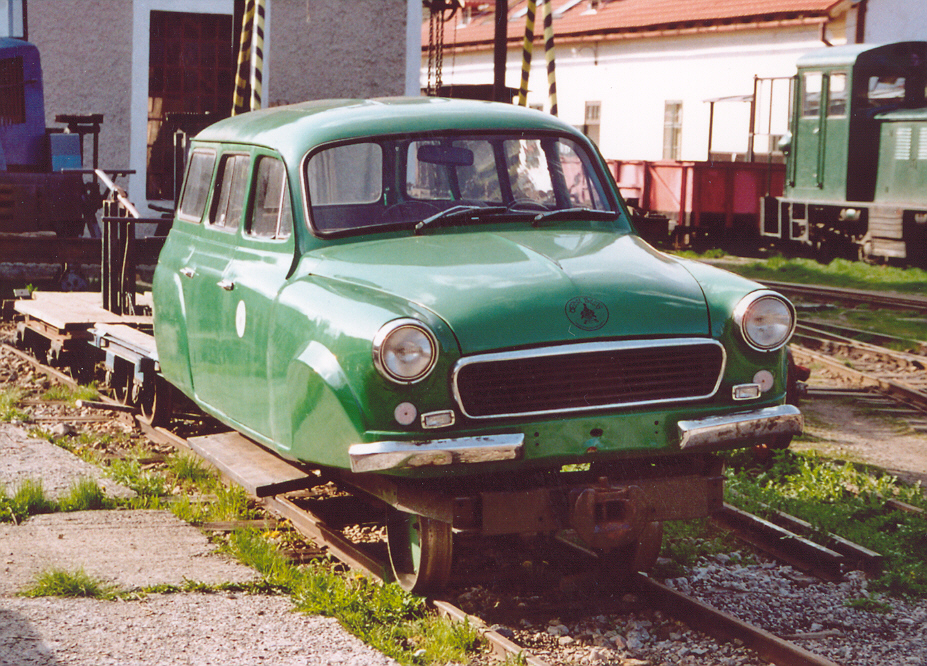
Автодрезина на базі автомобіля Škoda 1202
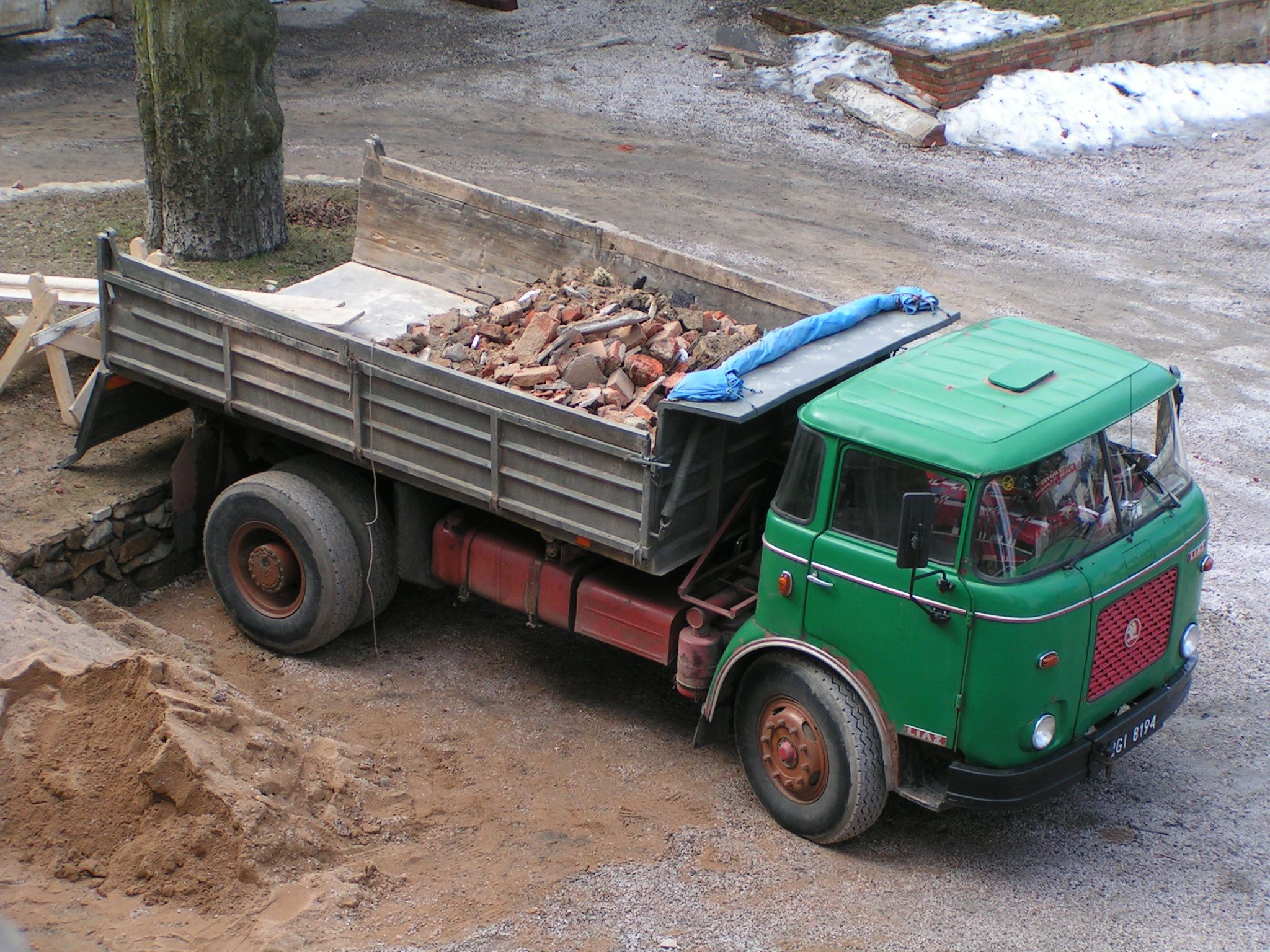
Вантажівка LIAZ (Škoda) 706MTS

Провідними в машинобудуванні ЧССР залишались виробництва з багаторічною історією: «ЧКД — Прага» (важке й транспортне), автобудівельні «Татра» (Копршивнице), «Шкода» (Млада-Болеслав) і завод у Празі (нині ім. Готвальда). У 1960-1980-х роках відбувалось їхнє технічне переоснащення з розширенням асортименту. Так, конгломерат заводів «Шкода» в Пльзені, окрім машинобудування, металургійного і транспортного обладнання, випускав також електротехнічне та електроенергетичне. Окрім того, до 1970 року в ЧССР було знову споруджено понад 2000 нових промислових підприємств та окремих об'єктів, в тому числі 181 з числом зайнятих понад 1 тисячу осіб.

### Верстатобудування й енергетика
Поряд із цими галузями в машинобудуванні Чехословаччини широкого розвитку набуло верстатобудування (Прага, Пльзень, Брно, Куржим, Готвальдів). Серед країн РЕВ за випуском металорізальних верстатів Чехословаччина посідала друге місце після СРСР, випереджаючи НДР.
Енергетичне машинобудування, яке первинно виробляло обладнання для численних теплових електростанцій ЧССР, починаючи з 1960-х років отримало новий напрямок спеціалізації — атомні електростанції. Їх у Чехословаччині було зведено три («Богуніце», «Дуковани», «Темелін»); вся енергосистема країни при цьому входила до єдиної енергосистеми «Мир», що забезпечувала безперебійне енергопостачання й ефективний розподіл навантаження між країнами — членами РЕВ. Виробництво електротехнічних виробів в ЧССР було представлено підприємствами у Празі, Брно, Пльзені, Братиславі й Пардубіце.
В рамках соціалістичної економічної інтеграції країн РЕВ набула подальшого розвитку і спеціалізацію й хімічна промисловість ЧССР. На базу радянської нафти й газу почали розвиватись новітні галузі органічного синтезу, виробництво пластмас і синтетичних смол (581 тис. т у 1976), хімічних волокон, синтетичного каучуку тощо. Найбільший в ЧССР НПЗ «Словнафт» у Братиславі обробляв близько 9 млн т нафти на рік; на радянський же сировині працював і комбінат в Залужі. Не менш важливим азимутом зовнішньоекономічної кооперації в галузі нафтохімії була НДР: за так званою олефіновою програмою з чеських Залужів було прокладено етиленопровід до німецького міста Белен.
| Візитівки Чехословаччини Знаменита карловарська настоянка Бехерівка Пльзеньське пиво (сучасне Pilsner Urquell, що випускається з 1842 року, було відоме в СРСР під чеською назвою Plzeňský Prazdroj) Будейовіцький Budweiser |

В ЧССР продовжувала розвиватись і зберігати свій авторитет на світових ринках найстаріша з традиційних галузей — скляна. Окрім кришталю, біжутерії та інших видів декоративного скла розвивався і випуск його технічних видів. Історично керамічна й порцелянова промисловість країни спирались на родовища високоякісного каоліну в Західній Чехії (Карлові Вари, Горни Бржиза).
Обробка деревини й целюлозно-паперова промисловість, зосереджена у гірсько-лісистих районах Північної та Південної Чехії, Середній та Східній Словаччині, також була зовнішньоторговою спеціалізацією. Окрім паперу й меблів, особливої згадки заслуговують олівці (марка Кох-і-Нор), про які ще Енциклопедія Брокгауза та Ефрона згадує як про свого роду «візитівку» Чехії, поряд із пльзенським пивом.
Провідними галузями легкої індустрії ЧССР були текстильна та взуттєва промисловість. Понад половина взуття в ЧССР випускалась на підприємстві «Батя» (в ЧССР його перейменували на «Світ») у місті Готвальдів. За виробництвом взуття на душу населення ЧССР займала у 1960-1980-х рр. перше місце у світі. Посинаючи з 1960-х років місцева текстильна і швейна промисловість, як і у всьому світі, частково переорієнтуються на роботу з хімічними волокнами (в ЧССР слід згадати штучний шовк місцевого виробництва). За відносного скорочення числа зайнятих у виробництві тканин та одягу (з 8,9 % у 1960 році до 4,5 %), яке відображало технічне переобладнання, швейна промисловість продовжувала зберігати й експортне значення для ЧССР.

### Сільське господарство й харчова промисловість
У 1960-1980-х рр. у сільському господарстві країни також відбулись значні структурні зміни: зростання питомої ваги тваринництва і птахівництва за скорочення рослинництва. Їхнє співвідношення, яке становило у 1930-х роках приблизно 45:55, до середини 1970-х років змінилось на протилежне (57,1 % тваринництво і 42,9 % рослинництво у 1976 році). Стабільно високими темпами зростало виробництво всіх видів м'яса і птиці.
Окрім м'яса ЧССР також досягла самозабезпечення за продовольчим зерном, імпортуючи, однак, частину кормового зерна. В структурі посівів у 1960—1980-х рр. жито поступилось місцем пшениці; її врожайність сягнула 40 центнерів з гектару, що у ті роки перевищувало середній європейський рівень. Окрім буряка до 1970-х років скоротились і посадки картоплі; багато вивільнених площ відводилось під ячмінь. Якщо до початку 1960-х років посіви ячменю залишались приблизно на довоєнному рівні (650—680 тис.га), то до середини 1970-х вони перевищили 850 тис.га, що, разом зі зростанням врожайності дало майже дворазове зростання збору (1,55 млн.т за 1961-65 роки та 2,9 млн.т у 1976 році).
В основному додатковий ячмінь пішов на приріст виробництва пива (з 141 млн.дал у 1960 до 210—230 млн.дал у 1970-х роках) — товару, який завоював давній авторитет на світовому ринку. Разом із пивом у сільськогосподарському експорті Чехословаччини у 1960—1970-х роках виділявся також і цукор (буряковий), до 25—30 % виробництва якого у 1961—1965 роках йшло на експорт. Однак у 1970-х роках кон'юнктура змінилась, і відповідно скоротились посіви буряків та експорт цукру.

### Зовнішня торгівля
Упродовж практично всього часу існування РЕВ ЧССР була другим за значимістю торговим партнером Радянського Союзу серед соціалістичних країн. 1987 року за обігу в 13,7 млрд карбованців (15,2 млрд доларів) вона поступалась тільки НДР (13,7 млрд карбованців) й випереджала Польщу (12,9 млрд карбованців). При цьому СРСР був для Чехословаччини джерелом додаткових валютних надходжень за балансом взаємних розрахунків країн РЕВ: того ж року вони склали 130,7 млн карбованців (вивезено до СРСР на 6907,4 млн, а закуплено на 6776,7 млн карбованців), а у 1988—432,7 млн карбованців..
Майже 60 % радянських закупівель із ЧССР складали машини, обладнання й транспортні засоби (у 1987 році — 4,1 млрд карбованців). Поставки руд і металів в СРСР (в основному, для підприємств Української РСР) того ж року принесли ще 445 млн карбованців, взуття — 36,4 млн пар на суму 310,3 млн карбованців (в тому числі шкіряної — 18,5 млн пар на 221,7 млн карбованців)

### Залізничний транспорт
Залізнична мережа ЧССР в основному сформувалась вже до початку XX століття, вона становила у 1970-х роках 13200 км, поєднавши країну з усіма сусідніми державами. Локомотивами й основними видами рухомого складу власного виробництва країна забезпечувала себе цілком, також виробляючи їх і на експорт. З початку 1960-х років паровози поступились місцем тепловозам; виробляючи також і електровози, з електрифікацією власних залізниць ЧССР, однак, не поспішала, обмежившись магістраллю від Праги до кордону з СРСР у Чиєрні-над-Тисою.
В рамках РЕВ ЧССР з 1 липня 1964 року разом з НДР, Польщею, Угорщиною та Югославією брала участь в інтеграційній програмі зі спільного використання вагонного парку. Маючи одну й ту саму колію, вантажні вагони з позначкою OPW («Загальний парк вагонів»), що перетинали кордони своїх країн з експортними вантажами, могли потім використовуватись і у внутрішніх перевезеннях країни прибуття, з подальшими взаємозаліками за експлуатацію між країнами-учасницями. У той самий час, для скорочення витрат у вантажному сполученні з СРСР, у 1970-х роках було споруджено глибокий ширококолійний ввід від станції Чоп до Комарно.
Вантажообіг залізниці у 1976 році склав 276 млн т; пасажирообіг — 462 млн чол. Однак перше місце за перевезеннями належало в ЧССР автомобільному транспорту (317 млн т вантажів та близько 2 млрд пасажирів). Річковий флот країни обслуговував в основному зовнішню торгівлю: Дунаєм — в основному імпорт (порти Братислава і Комарно), Лабою (порт Дечін) — в основному експорт. Невеликий власний морський флот ЧССР (1,4 млн т вантажів) був приписаний до порту Щецин (Польща).

## Освіта й культура

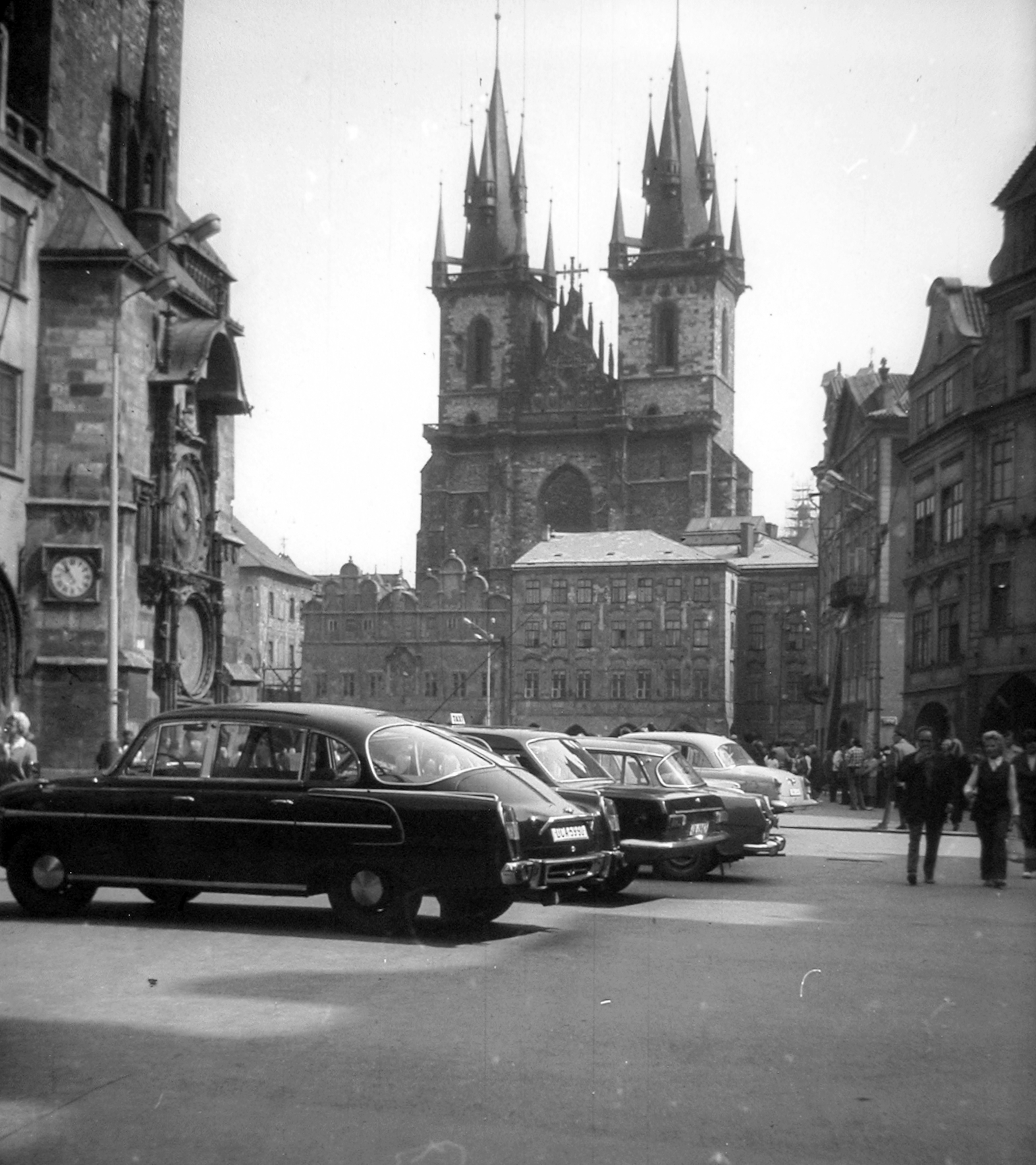
Прага у 1981 (Староміська площа)

Хоча Карлів університет було відкрито у Празі ще 1348 року, Чеське королівське товариство наук було засновано лише 1790 року, а Чеську академію наук та мистецтв — тільки у 1890 році (аналогічна Словацька академія в Братиславі — у 1943). Знову загальнодержавну Чехословацьку академію наук (зі словацькою АН як її відділенням) було відтворено 1952 року.
Окрім традиційного для XX століття набору університетських факультетів (математика, фізика, природничі науки, філософія, юридичний, журналістика й культура), Карлів університет був одночасно і найбільшим медичним (4 медичних факультети) й педагогічним (факультет та інститут підвищення кваліфікації, а також фізвиховання та спорту) вишем країни. Другий найстаріший університет було засновано 1576 року в Оломоуці. У доповнення до відкритих 1919 року університетів у Братиславі та Брно, з 1959 року розпочав роботу університет у Кошицях. Разом в ЧССР було 36 вишів зі 170 тис. студентів. Кілька тисяч студентів щороку направлялись на навчання до вишів СРСР.

## Спорт

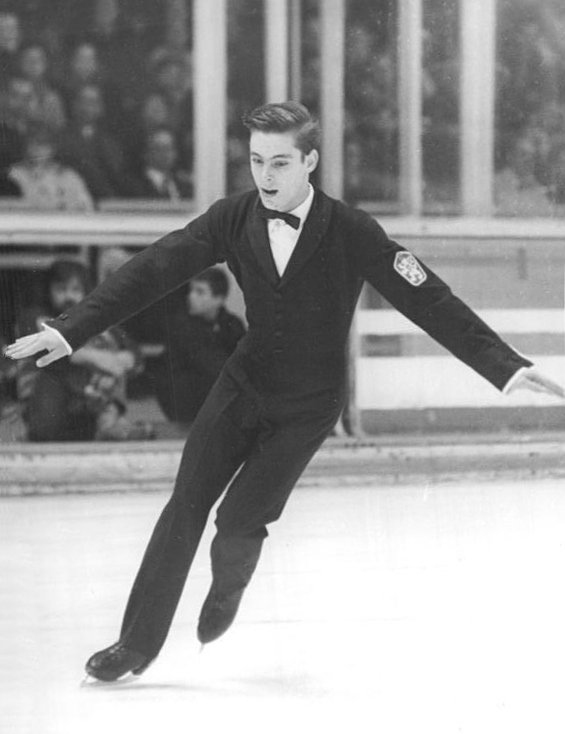
Ондрей Непела — спортсмен з фігурного катання. Олімпійський чемпіон серед чоловіків у японському місті Саппоро 1972 року.

Хокей із шайбою став свого роду міжнародним спортивним символом Чехословаччини з перших років її існування. Лишень стало відомо, що 1920 року в Антверпені вперше пропонується ввести до програми хокей — Чехословаччина зробила ставку саме на цей вид спорту, і бронзова медаль стала першою олімпійською нагородою, здобутою цією країною. У перших повоєнних Іграх 1948 року чехословацькі хокеїсти стали срібними призерами, однак на наступних трьох Олімпіадах не підіймались вище за 4 місце.
Перелам відбувся наприкінці 1950-х років, коли у 1955-59 роках збірна ЧССР тричі завоювала «бронзу» на чемпіонатах світу. Однак до того часу набрала сили й команда СРСР, що стала 1956 року чемпіоном світу, Європи та Олімпійських ігор. З початку 1960-х років упродовж всієї історії ЧССР матчі її хокеїстів з командою СРСР стали головною ареною спортивного суперництва двох країн. Специфічний інтерес з боку решти світу полягав ще й у тому, що обидві команди представляли «державно організований спорт». З одного боку держава забезпечувала широку матеріальну підтримку процесу тренувань на некомерційній основі, але з іншого — виключала для своїх спортсменів можливість перетворення на об'єкт купівлі-продажу з боку зарубіжних комерційних клубів.
Упродовж 1961—1992 років збірна ЧССР чотири рази (1972, 1976, 1977, 1985) ставала чемпіоном світу, 10 разів здобувала «срібло» і 9 разів «бронзу». Найгіршим був 1991 рік, коли напередодні розпаду ЧССР її хокейна збірна опинилась на 6 місці у світі, і на 6 місці в Кубку Канади (де у 1976 році здобула «срібло», а у 1984 — «бронзу»).

## Політичне життя

### Внутрішньополітична система
За способом переходу від капіталізму до соціалізму Чехословаччина належала до числа країн народної демократії. На відміну від Жовтневого перевороту 1917 року в Російській республіці, цей спосіб не передбачав ні встановлення однопартійного режиму в політиці, ні прискорену націоналізацію всіх приватних засобів виробництва. Комуністичні або соціалістичні партії у цих країнах балотувались на виборах разом з іншими партіями, спільно з якими вони за часів Другої світової війни перебували у підпіллі, ведучи боротьбу проти нацизму в складі Народних фронтів своїх країн.
У 1945 році низка партій, в тому числі:
1. Комуністична партія Чехословаччини (КПЧ) та Комуністична партія Словаччини (КПС) як її територіальне відділення;
2. Чеська націонал-соціалістична партія (1948 року на її базі утворилась Чехословацька соціалістична партія, ЧСП)
3. Чехословацька народна партія
4. Демократична партія (у 1946 році від неї відкололась Словацька партія свободи, яка об'єднувала частину колишньої дрібної буржуазії, службовців та інтелігенції, переважно католиків)

створили Національний фронт Чехословаччини (чеськ. Národní fronta Československa) Поряд із політичними партіями Чехословаччини до складу НФ увійшли також і основні громадські організації країни.
Главою країни у вигнанні ще з 1940 року був Едвард Бенеш — відомий політичний діяч передвоєнної Чехословаччини. 5 жовтня 1938 року він демонстративно пішов у відставку з постів президента й верховного головнокомандувача на знак незгоди з Мюнхенською угодою, яку його змусили підписати з нацистською Німеччиною тогочасні керівники Англії та Франції за потурання з боку інших найбільших демократичних держав світу. Отримуючи, з іншого боку, підтримку з боку СРСР, в том числі як керівник зарубіжного чехословацького антинацистського Руху спротиву, Бенеш вже у грудні 1943 року підписав у Москві угоду про дружбу та союзні відносини з СРСР, який, як вважається, визначив повоєнну зовнішньополітичну орієнтацію Чехословаччини й хід її політичного розвитку у 1945-48 роках. 28 жовтня 1945 року тимчасовий парламент підтвердив президентські повноваження Бенеша, а 19 липня 1946 року новий склад парламенту знову обрав його — одностайно — на пост президента Чехословаччини.
Значний внесок КПЧ до руху спротиву (загинуло 25 тис. комуністів, серед яких такі національні герої, як письменник Юліус Фучик, депутат Національних зборів Ян Шверма й інші) — всё це відобразилось у вагомій долі голосів, відданих у Чехословаччині на перших повоєнних виборах 1946 року за комуністів — близько 40 %. Попри наявність аналогічних ідейних зв'язок між КПРС і «братськими партіями» в сусідніх Польщі й Угорщині, цим країнам довелось повернути Чехословаччині території, які вони анексували, як і Німеччина, у 1938 році в результаті розділу країни за «мюнхенською змовою». Чехословацька державність 1945 року була відновлена на попередній території за винятком Підкарпатської Русі (передана Чехословаччині 1920 року за Тріанонською угодою як автономія) — місто і залізничний вузол Чоп з околицями, який раніше належав до Кралевохлмецького району Словаччини, був переданий Українській РСР.
26 травня 1946 року відбулись вибори до Законодавчих національних зборів та до національних комітетів. На них КПЧ здобула найбільшу кількість голосів з усіх політичних партій, однак за всієї своєї популярності не мала абсолютної переваги над ними, й до самого лютого 1948 року не мала гегемонії в органах влади. 25 жовтня 1946 року Законодавчі збори ухвалили закон про дворічний план відновлення й розвитку народного господарства на 1947-48 роки.

### Лютневі події 1948 року
У термінах політології події 20-25 лютого 1948 року (в чехословацькій історіографії також «Переможний лютий», чеськ. Vítězný únor; деякі історики вживають термін «переворот») були варіантом розвитку політичної ситуації, яку ініціювала кабінетна криза, коли ряд міністрів подали у відставку в розрахунку на те, що президент відреагує на це зміною всього кабінету.
Формальним приводом цієї кабінетної кризи стала вимога НСПЧ до МВС пояснити причини службового переміщення 13 лютого 1948 року 8 старших офіцерів Корпусу національної безпеки, в якому це було названо «політично мотивованою чисткою особового складу» (жоден з офіцерів, на відміну від глави МВС Носека, не був членом КПЧ). Розраховуючи змусити президента Бенеша відправити у відставку весь коаліційний уряд, 20 лютого 1948 року 12 із 26 міністрів (від Націонал-соціалістичної, Народної та Словацької демократичної партій) не прибули на скликане Готвальдом надзвичайне засідання уряду, де мали виступити міністри внутрішніх справ та національної оборони, й одночасно подали президенту заяви про відставку.
Однак 14 міністрів (КПЧ, Соціал-демократична партія і двоє безпартійних) цей демарш не підтримали. Ініціатори кризи виявились у меншості, і прем'єр-міністр Готвальд запропонував президенту Бенешу не розпускати кабінет, а дозволити йому, відповідно до Конституції, замістити міністрів, які вибули за власним бажанням, новими. Тому 25 лютого 1948 року президент Бенеш, приймаючи відставку 12 міністрів, не став розпускати уряд і доручив Готвальду заповнити вакансії новими персоналіями. Оскільки всі вони були обрані з числа комуністів, загроза виходу з уряду як засіб тиску на президента країни обернулась для цих партій реальною втратою влади.
Для Демократичної партії несприятливий підсумок ініційованої нею кабінетної кризи потягнув за собою її розпад. Частина регіональних організацій у Словаччині заявила про організований вихід зі складу ДП, й тоді ж, у лютому 1948 року, на цій базі було створено Партію словацького відродження (ПСВ; чеськ. Strana Slovenskej Obrody). Її склад — городяни й селяни Словаччини.

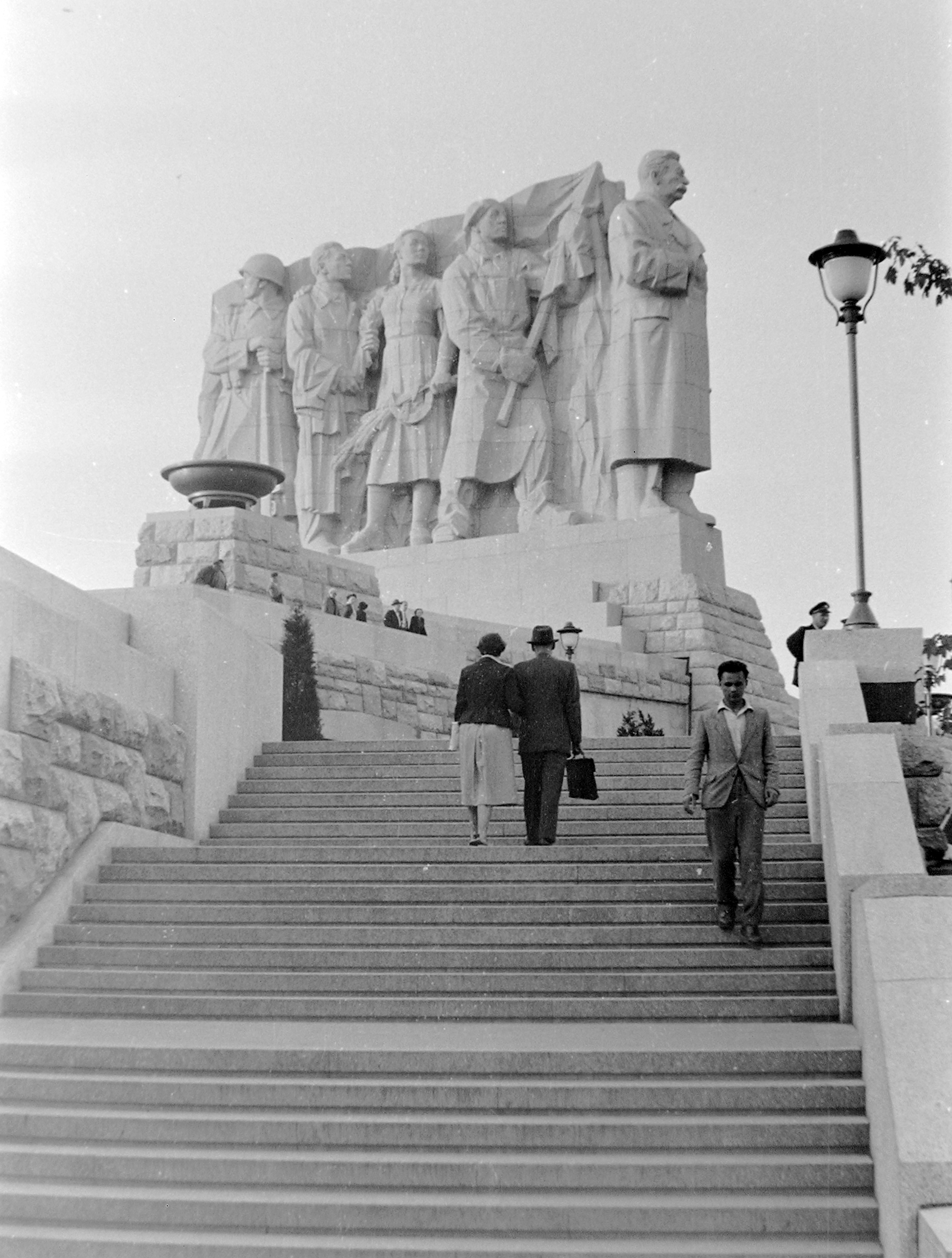
Пам'ятник Сталінові у Празі, символ повоєнного тоталітарзму

Серед витоків політичного розколу в лютому 1948 року історики розглядають неприйняття Чехословаччиною допомоги за планом Маршалла. Оприлюднений у загальних рисах 5 червня 1947 року, цей план передбачав допомогу США європейським державам у їхньому повоєнному відновленні на умовах, які держсекретар Джордж Маршалл пропонував обговорити 12 липня того ж року на зустрічі глав держав у Парижі. За тиждень до початку паризького саміту, 4 липня кабінет міністрів Чехословаччини проголосував за участь в ньому, що передбачало підписання угоди про прийняття від США допомоги на ще не зовсім зрозумілих умовах.
7 липня прем'єр-міністр Готвальд виїхав до Москви, де дізнався про ще не оприлюднені до того часу політичні умови надання допомоги з боку США, а саме — вивести зі складу уряду всіх комуністів. Для Чехословаччини, де комуністи входили до складу уряду ще у довоєнні часи й були провідною за популярністю політичною партією (хоча й такою, що не мала більшості в кабінеті міністрів) прийняття такої умови означало б катастрофічне руйнування балансу політичних сил з непередбачуваними наслідками у громадському житті. Виходячи з цього, після повернення прем'єра до Праги, кабінет міністрів не комуністичного уряду ухвалив рішення відмовитись від раніше прийнятого запрошення до Парижа та, як наслідок — від американської допомоги на умовах Маршалла.

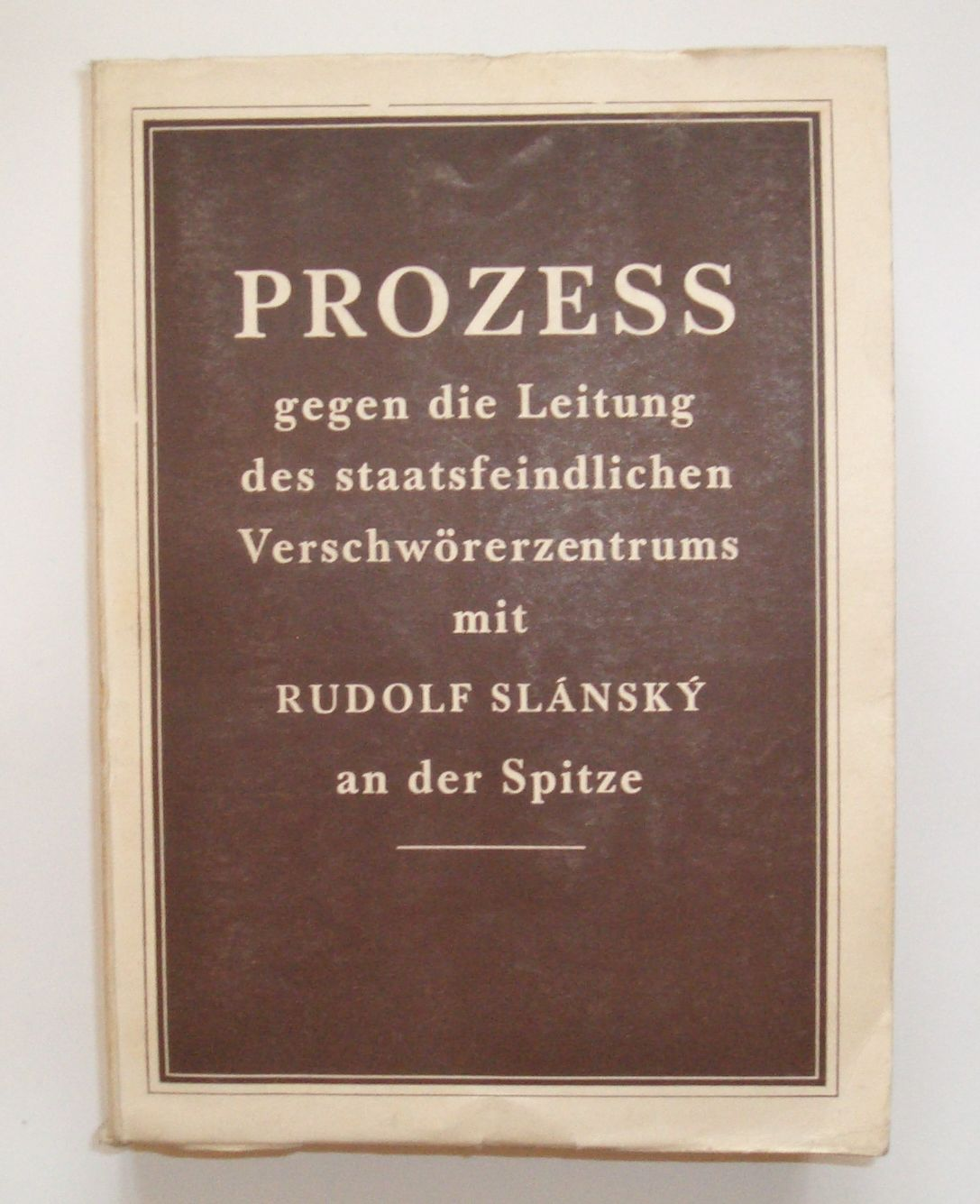
Матеріали «справи Сланського». Видані 1953 року в Празі семи мовами

Наслідки цього кроку для Чехословаччини розглядались двояко. З одного боку, відмова від прийняття американської допомоги ціною усунення комуністів висувалась причиною недостатніх темпів економічного зростання. З іншого — що на відміну від Мюнхенського диктату 1938 року країна не зазнала політичного натиску ззовні, причому вже з 1949 року її індустріально розвинена економіка отримала на довгі роки в особі країн РЕВ стабільний і великий ринок збуту, який не мав, на відміну від Заходу, криз скорочення виробництва, завдяки чому країна не мала значного безробіття. Знову працевлаштувались і ті, хто втратив політично значимі робочі місця за недовірою в лютому 1948 року. Політична еміграція з Чехословаччини після кризи 1948 року оцінюється незначною цифрою 3 тисячі осіб.
7 червня 1948 року Бенеш у зв'язку з погіршенням здоров'я залишив пост президента та за 3 місяці помер. 14 червня 1948 року Національні збори обрали на пост президента Ґотвальда, який поступився крісло прем'єра Антоніну Запотоцькому. При тому, що вищі державні пости з цього часу почали займати члени КПЧ, упродовж усіх років соціалістичного розвитку аж до усунення комуністів від влади у 1990-х роках традиції багатопартійної системи в Чехословаччині не переривались. Партії-ініціатори лютневої кризи не були примусово розпущені; у деяких із них відбувся розкіл, інші ж продовжили існувати під попереднім ім'ям, але з новим складом керівництва. Як і в інших країнах народної демократії, на некомуністичному партійному фланзі в Чехословаччині продовжували діяти християнські партії. Їхня ідеологія, християнський соціалізм, була аналогічною до низки західноєвропейських партій, і не суперечила програмним установкам КПЧ на побудову соціалізму.

### Празька весна та її підсумки
Восени 1967 року в Празі пройшли перші демонстрації протесту проти курсу уряду. 4 січня 1968 року президента країни Антоніна Новотни було усунуто з одночасно займаного ним посту 1-го секретаря ЦК КПЧ. Кермо партії прийняв один з ініціаторів ринкових реформ Александер Дубчек. Дубчек не став чинити перепони кампанії, яка розгорнулась у ЗМІ проти колишнього президента як консерватора й ворога реформ, і 28 березня 1968 року Новотни заявив про вихід і з посту президента, і зі складу ЦК. Після квітневого (1968) Пленуму ЦК КПЧ її новий керівник Дубчек призначив реформаторів і на інші вищі керівні пости: 8 квітня головою уряду ЧССР став Олдржих Чернік, а 18 квітня головою Національних зборів ЧССР був обраний Йозеф Смрковский. Багато прибічників реформ було обрано і до нового складу президії та секретаріату ЦК КПЧ.
Розраховуючи на підтримку своїх ідей в широких верствах суспільства, навесні 1968 року оновлене керівництво ЧССР дозволило створювати на підприємствах ради робітничого самоврядування. Як і в подальшому перші ради трудових колективів часів початку перебудови в СРСР, учасники зборів на виробництві з натхненням обговорювали перспективи самостійного розпоряджання усіма заробленими ними прибутками. За їхніми задумами прибуток мав чесно розподілятись між усіма працівниками й керівництвом, залишаючи на потреби держави тільки необхідний мінімум. Не менш активно обговорювалась на цих зборах, а також всією країною та «Програма дій» (висунута у квітні 1968 року соратниками Дубчека — Ріхтою, Ота Шиком та Ауеспергом), де також зазначалась і вимога «ідейного плюралізму». Виступаючи на телебаченні 18 липня того ж року у зв'язку з цією програмою, Дубчек закликав провадити «таку політику, щоб соціалізм не втратив своє людське обличчя». Фразеологізм, що народився на цій базі, «соціалізм із людським обличчям» (чеськ. socialismus s lidskou tváří), який висловлює ідею оновлення суспільних відносин без відмови від соціальних досягнень і гарантій соціалізму, й сама ця фраза набула другого дихання в СРСР за років перебудови.
«Програма дій» проголошувала курс на «демократичне оновлення соціалізму» й обмежені економічні реформи. Було дозволено створення політичних клубів; зі скасуванням цензури з'явились нові органи друку та громадські об'єднання, в тому числі КАН — «Клуб ангажованих безпартійних» (KAN чеськ. Klub angažovaných nestraníků). З партій, які раніше припинили своє існування, заявку на своє відтворення подала соціал-демократична партія. Однак найчисельнішою була непартійна опозиція (у червні 1968 року подали заявки на реєстрацію понад 70 політичних організацій). Частково схожа з неформальними організаціями в СРСР кінця 1980-х років, ця опозиція також зажадала створення багатопартійної парламентської системи. 27 червня 1968 року в празькій газеті «Literární listy» письменник Людвік Вацулік опублікував маніфест «Дві тисячі слів», який підписали багато відомих громадських діячів, в тому числі й комуністи. В цьому ліберальному за духом документі було розкритиковано консерватизм КПЧ та проголошувались ідеї демократизації політичної системи та запровадження політичного плюралізму.
СРСР та інші країни Варшавського Договору (ОВД) уважно стежили за ходом реформ у ЧССР. В березні Дубчек доповідав про них на багатосторонній зустрічі в Дрездені, у травні — під час двосторонньої зустрічі керівників КПРС і КПЧ у Москві. Однак на зустріч керівників країн ОВД (Болгарії, Угорщини, НДР, Польщі й СРСР), яка проходила у липні 1968 року у Варшаві, делегація ЧССР прибути відмовилась. Враховуючи досвід розвитку подібної ситуації восени 1956 року в Угорщині, 15 липня 1968 року керівники цих п'яти країн звернулись до КПЧ з листом, який звертав увагу на діяльність «правого крила в партії й антисоціалістичних сил в країні». Опублікувавши в газетах свою відповідь, яка висловлювала незгоду з «дискредитованими бюрократично-поліцейськими методами», реформатори спричинили різку реакцію чехословацької громадськості проти Москви та її союзників. Разом із тим, у своїй відповіді Дубчек одночасно висловлював лояльність до соціалістичної співдружності, і Брежнєв запросив його на перемовини у форматі Політбюро ЦК КПРС — Президія ЦК КПЧ (вищі колективні органи керівництва обох партій).
Перемовини відбулись 29 липня 1968 року в Чієрні-над-Тисою — це прикордонна вузлова станція на території ЧССР за 4 км від прикордонної радянської станції Чоп. У складі радянської делегації був і Голова Ради міністрів СРСР Олексій Косигін. На цій зустрічі Дубчек отримав гарантії виведення військ, які залишались у Чехословаччині після тилових навчань «Німан», які ОВД проводив з 23 липня до 10 серпня на території сусідніх з ЧССР країн — СРСР, НДР та Польщі, а також обіцяв стабілізувати положення в ЧССР, обмежити антирадянські настрої та продовжувати виконання міжнародних зобов'язань ЧССР, узятих в рамках ОВД, РЕВ та інших організацій соціалістичної співдружності.

### Операція «Дунай»
У ніч на 21 серпня 1968 року в ЧССР були введені війська країн ОВД (СРСР, Польщі, НДР, Угорщини та Болгарії; основний контингент складала Радянська армія). СРСР стверджував, що це було зроблено на прохання уряду Чехословаччини про надання збройної допомоги. Розробка операції «Дунай» була розпочата завчасно, виходячи з аналізу політичної ситуації не тільки в Чехословаччині, але й навколо неї: так само завчасно концентрували свої війська навколо Чехословаччини і країни НАТО, які до того часу вже почали проводити поблизу кордонів ЧССР свої маневри «Чорний лев», й тому особлива увага приділялась охороні західних кордонів ЧССР.

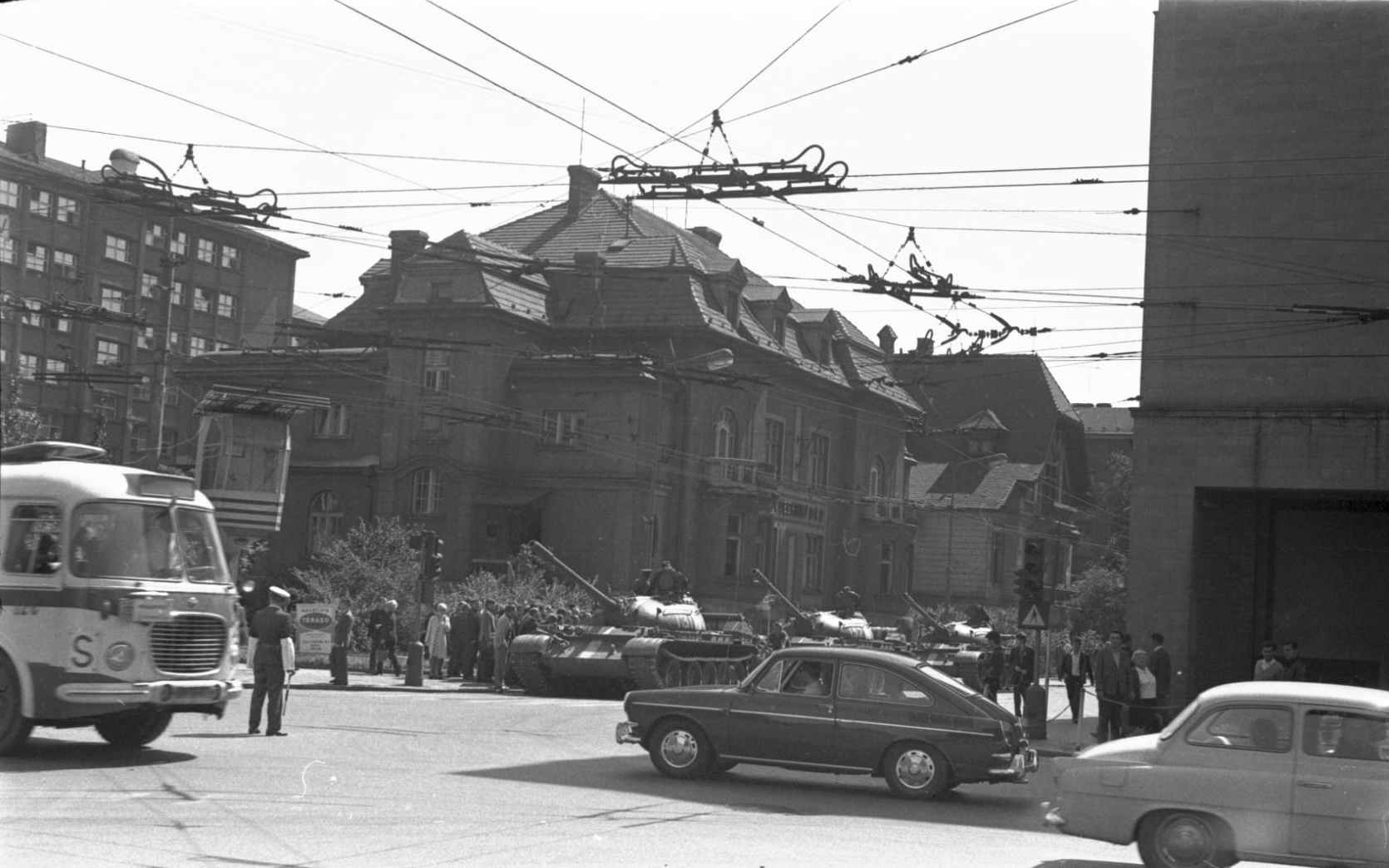
Острава, 21 серпня 1968

Введення військ не було неочікуваним для уряду ЧССР. Ще 17 серпня глава Угорщини Янош Кадар на зустрічі в Комарно попередив Дубчека, що «ситуація стає критичною». Напередодні введення військ Маршал Радянського Союзу Гречко проінформував про це міністра оборони ЧССР Мартіна Дзура, що дозволило виключити сутички військ ОВД з 200-тисячною армією Чехословаччини. Виконуючи наказ свого міністра оборони, Чехословацька народна армія до завершення подій в країні залишалась нейтральною, і не залишала казарм.

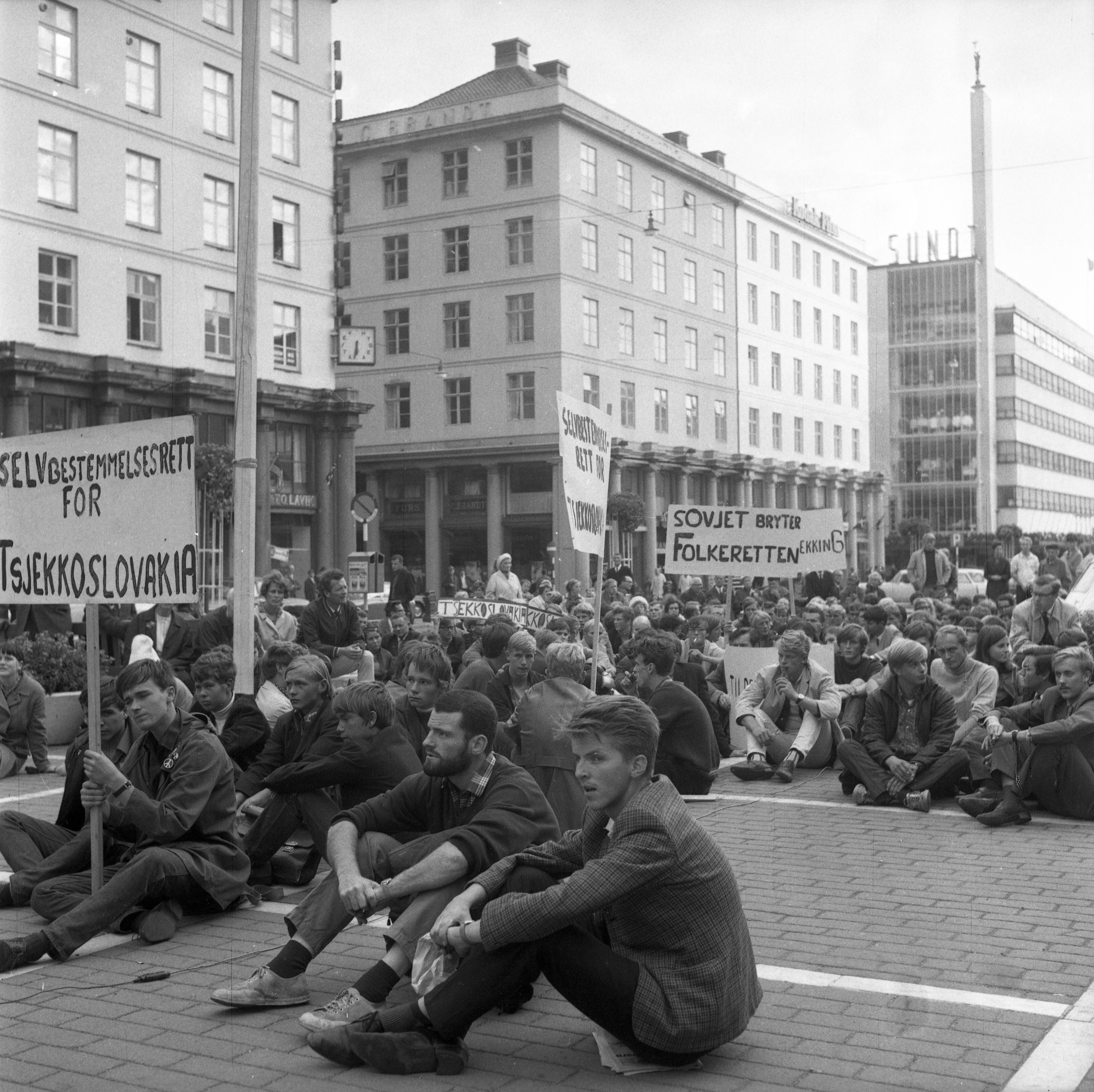
Протести проти вторгнення військ Варшавського договору до Чехословаччини. Берген, Норвегія.

Завдяки підпільним радіостанціям, що сповістили про введення військ, й листівкам на вулиці Чехословаччини були виведені люди. Вони споруджували барикади на шляху просування танкових колон, поширювали листівки зі зверненнями до населення вийти на вулиці. Неодноразово мали місце напади на радянських військовослужбовців, в тому числі збройні; танки та бронетехніку цивільні особи закидували пляшками із запалювальною сумішшю («коктейль Молотова»). В результаті цих дій загинуло 11 радянських військовослужбовців, в тому числі один офіцер; поранено і травмовано 87 (в тому числі 19 офіцерів). Виводились із ладу засоби зв'язку й транспорту. Протести висловлювались також у формі знищення та плюндрування пам'ятників і могил радянських воїнів, які загинули у роки Другої світової війни, у містах і селах Чехословаччини.
На екстрено скликаному вже 21 серпня XIV надзвичайному з'їзді КПЧ Дубчек, голова Національних зборів Смрковський та низка інших лідерів виступили із засудженням введення союзних військ. Висловлювались і протилежні думки, але в результаті «представники консервативно налаштованої групи делегатів на з'їзді не були обрані на жоден з керівних постів у КПЧ».
Згодом того ж дня 6 країн (США, Англія, Франція, Канада, Данія і Парагвай) подали до Ради Безпеки ООН вимогу поставити чехословацьке питання на засідання Генеральної Асамблеї ООН. Представники Угорщини й СРСР проголосували проти. За кілька днів і представник самої ЧССР зажадав зняти це питання з розгляду ООН. Постійна рада НАТО також розглянула ситуацію в Чехословаччині з позиції своєї можливої реакції. Акцію країн ОВД стосовно до Чехословаччини засудили чи не підтримали уряди 4 соціалістичних країн — не лише Китай та Албанія, з якими СРСР перебував у стані політичного конфлікту, але також Югославія (Йосип Броз Тіто) й Румунія (Ніколае Чаушеску).
Політичною метою серпневої операції 1968 року, вважає Шефов, була «зміна політичного керівництва країни». Хронологія ж фактів зміни керівництва ЧССР є такою:
- Йозеф Смрковський залишив пост голови Національних зборів ЧССР тільки у січні 1969 року
- Олександр Дубчек поступився головним політичним постом Першого секретаря ЦК КПЧ Густаву Гусаку на квітневому (1969) пленумі ЦК КПЧ.
- Олдржих Чернік поступився кріслом прем'єр-міністра Любомиру Штроугалу 28 січня 1970 року.

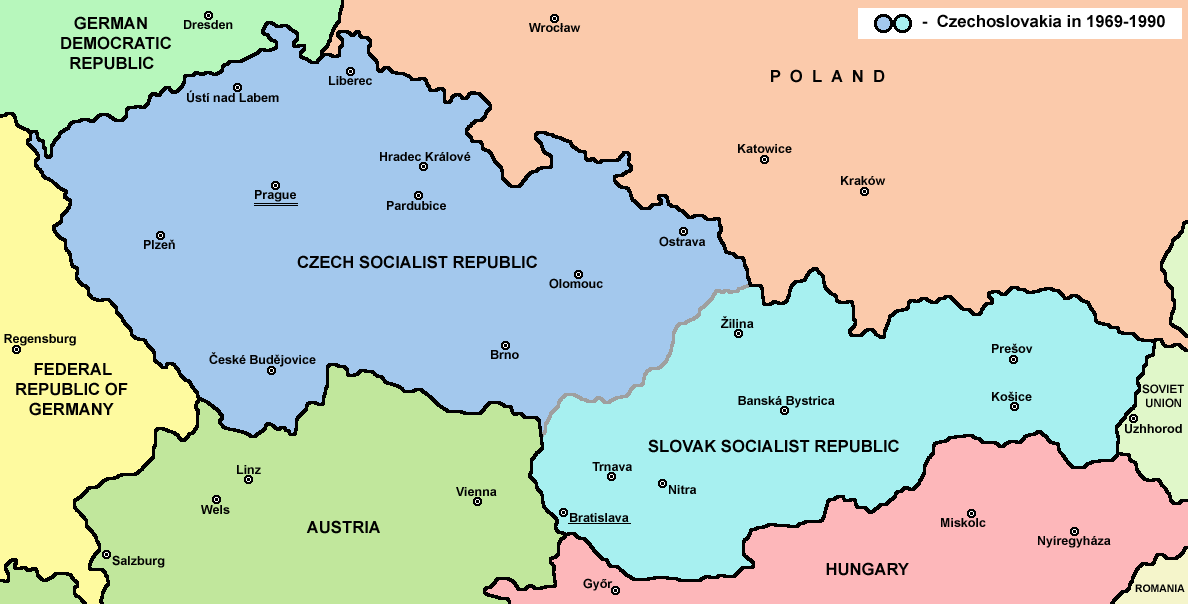
Чехословацька соціалістична республіка 1960—1989

Саме ця група товаришів, які складали вище керівництво країни, підписала протокол про умови перебування радянських військ у ЧССР після завершення операції «Дунай». За ініціативою того самого складу керівництва країною, який був за часів Празької весни та після неї, з 1 січня 1969 року в ЧССР було запроваджено федеративний поділ країни на Чеську Соціалістичну Республіку та Словацьку Соціалістичну Республіку.
Після остаточного відходу чехословацьких реформаторів з політичної сцени в історії країни починається завершальний етап, який мав у тогочасній чехословацькій історіографії назву «періоду нормалізації», а нині оцінюється як «політичний застій при економічному стимулюванні». Точкою відліку його початку є квітневий (1969) пленум ЦК КПЧ, який обрав новий склад Центрального комітету партії на чолі з Густавом Гусаком. Однак тільки за півтора року, у грудні 1970 року черговий пленум ЦК КПЧ дав офіційну оцінку «Празькій весні» у спеціальному документі — «Уроки кризового розвитку».

### Зовнішньополітичний курс
Вузол геополітичних суперечностей, успадкований повоєнними соціалістичними урядами країн Центральної Європи, не міг бути розплутаний без принесення в жертву інтересів хоча б однієї з них. Такою 1948 року виявилась Югославія. У між партійному конфлікті між Сталіним і Тіто КПЧ чітко встала на позицію першого, що створило передумови поглиблення подальшої координації дій СРСР та ЧССР на міжнародній арені.
Першою такою крупною акцією стало створення 1949 року РЕВ — міждержавної організації соціалістичних країн, спрямованої на координацію їхньої зовнішньоекономічної діяльності з використанням єдиних передумов планової економіки. Цей експеримент зі створення спільного ринку за участі держав, у яких фактично щойно було створено великий держсектор і не було ще завершено повоєнне відновлення, не мав прецедентів у світовій історії.
Клемент Готвальд помер 14 березня 1953 року — на 9-й день після смерті Сталіна (5 березня). Такий збіг у часі смерті глав двох держав створило на деякий час ситуацію, за якої система їхньої зовнішньополітичної взаємодії могла виявитись паралізованою. Проте внутрішня антикомуністична опозиція скористатись цим шансом не змогла. 1 червня 1953 року робітники заводів «Шкода» у місті Пльзень вийшли на демонстрацію проти грошової реформи. Хоча активісти організували захоплення ратуші та змогли спалити міський архів, міліція розсіяла натовп, після чого до міста на деякий час ввели так і не задіяну бронетехніку чеської армії.

Країни — учасниці Варшавського Договору

14 травня 1955 року у відповідь на вступ ФРН в НАТО Чехословаччина разом із Албанією, Болгарією, Угорщиною, НДР, Польщею, Румунією та СРСР виступила як співзасновник організації військового союзу європейських соціалістичних країн — Варшавського договору.

### Оксамитова революція і розпад країни
Поштовх до Оксамитової революції 1989 року (чеськ. sametová revoluce, словац. nežná revolúcia) зробили процеси демократизації та гласності, що тривали в СРСР та інших країнах соціалістичного табору. Після проголошення Горбачовим курсу на перебудову Густав Гусак (під час «празької весни» — палкий прибічник Дубчека) у 1987 році пішов у відставку з посади Генерального секретаря ЦК КПЧ (зберігши за собою пост Президента ЧССР). 25 березня 1988 року в Братиславі пройшла демонстрація зі свічками, організована католицькими активістами. Цього ж року опозиція організувала маніфестації у ювілейні дати історії Чехословаччини (1918, 1948 і 1968). З 15 до 24 січня 1989 року за підтримки церкви була організована серія масових маніфестацій, присвячених 20-річному ювілею самоспалення студента Яна Палаха.

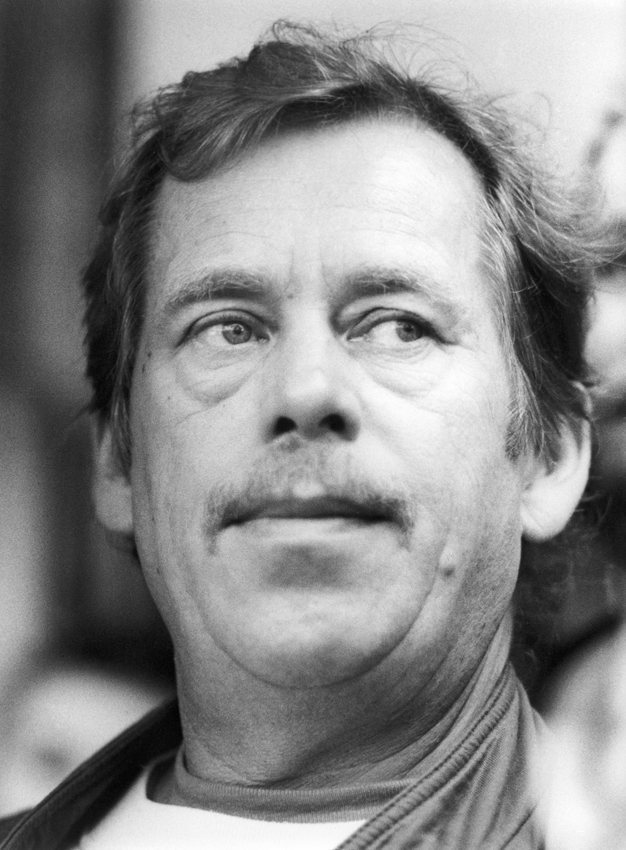
Вацлав Гавел — дисидент, критик комуністичного режиму, драматург та есеїст. Був дев'ятим та останнім президентом Чехословаччини (1989—1992), а також першим президентом Чехії.

Приблизно з осені 1989 року розпочався процес демонтажу соціалістичної системи «згори», який супроводжувався масованими демонстраціями. 17 листопада була організована студентська демонстрація, формально присвячена річниці поховання Яна Оплетала — студента Карлова університету в Празі, загиблого 11 листопада 1939 року під час протестів проти німецької окупації Чехословаччини. Після неї пішли чутки, що студент Мартін Шмід ніби загинув в результаті застосування сили міліцією, яка розганяла демонстрантів. Насправді Шмід був живий, а відповідний спектакль розіграв лейтенант держбезпеки Людвік Зіфчак — який за його твердженням, нібито діяв за наказом генерал-лейтенанта Алоїза Лоренца. Ці чутки стали детонатором антиурядових виступів. 18 листопада до акцій студентів приєдналась творча інтелігенція з театрів. 20 листопада студенти столиці оголосили про страйк, який того ж дня підтримали практично всі виші країни. В центрі Праги та в інших містах почались масові демонстрації. До акцій студентів почали долучатись багато інших людей; за оцінками, потім у Празі кількість їхніх учасників сягала 250 тис. осіб. 21 листопада опозицію підтримав кардинал Чехії Франтішек Томашек. В Чехії та Моравії лідери неофіційних угрупувань негайно сформували політичний рух «Громадянський форум», у Словаччині — рух «Громадськість проти насильства» (ГПН). Очоливши народне невдоволення, вони уміло надали йому організованого характеру.
На відміну від подій 1968 року, що завершились введенням військ, у листопаді 1989 року ЦК КПРС та особисто Горбачов проявили нейтральність до розвитку подій у Чехословаччині. 24 листопада керівництво Комуністичної партії Чехословаччини пішло у відставку. Новим генеральним секретарем КПЧ став Карел Урбанек. Опозиції запропонували четверту частину місць у новому уряді, але цю пропозицію Громадянський форум і ГПН не прийняли. У відповідь на відмову нового уряду безумовно передати владу опозиції, вона перейшла до наступного акту революції. 26 листопада в центрі Праги відбувся грандіозний мітинг, а 27 листопада розпочався загальний страйк. 28 листопада на черговій зустрічі уряду ЧССР і правлячого Національного Фронту з представниками «Громадянського форуму» було ухвалено рішення про скасування положення щодо провідної ролі компартії, закріпленого в Конституції ЧССР. 29 листопада Національні збори затвердили цю поправку до Конституції.
10 грудня президент Густав Гусак доручив Маріану Чалфі створити «уряд народної згоди». Ствердження про те, що це був перший з 1948 року не комуністичний уряд, є некоректними: в ньому комуністи й опозиція отримали однакову кількість місць. Після формування цього уряду президент Гусак подав у відставку, певною мірою повторивши послідовність дій президента Бенеша 1948 року: як і тоді, зміна влади обійшлась без людських жертв і в межах конституційних норм. 29 грудня Національні збори обрали на посаду президента ЧССР відомого правозахисника, дисидента Вацлава Гавела. Того ж дня Національні збори обрали своїм головою Олександра Дубчека, який повернувся до політики.
1990 року «реконструкція» парламенту продовжилась, в результаті чого КПЧ втратила там більшість. Припинили свою діяльність організації КПЧ в армії, прикордонних військах, військах МВС, корпусі національної безпеки, органах прокуратури, юстиції та інших силових структурах. Зміна політичної системи потягнула за собою якісну зміну складу правлячої еліти, ядро якої склали дисиденти і правозахисники, що діяли в Чехословаччині з 1970-х років. Нове керівництво Чехословаччини взяло курс на зміцнення політичного плюралізму й дерегулювання економічного життя.
З приходом до влади нових політичних сил тенденції політичного розмежування Чехії та Словаччини узяли, урешті-решт, гору над ідеями державного єднання чехів та словаків, які відстоювали у 1918 році Томаш Масарик, Едуард Бенеш й інші батьки-засновники незалежної чехословацької держави. Після того, як у березні 1990 року Федеральні збори відмовились від попередньої назви країни (Чехословацька Соціалістична Республіка), спалахнула так звана «війна через рисочку»: частина словацьких політиків вимагала писати назву країни через дефіс («Чехо-Словаччина»), натомість в Чехії наполягали на збереженні попереднього написання «Чехословаччина» в одне слово. Компромісне написання «Чеська та Словацька Федеративна Республіка» (ЧСФР, з варіантом без дефіса для чеської і з дефісом для словацької мов) було затверджено тільки у квітні. У червні 1990 року були проведені вибори до Федеральних зборів ЧСФР, у листопаді 1990 року — до місцевих рад. Перед початком передвиборчої кампанії «Громадянський форум» і ГПН були перетворені на рух, який об'єднав безпартійних громадян й низку дрібних партій (до 1990 року в країні налічувалось близько 40 партій). Хоча проблема з назвою країни та її написанням була розв'язана, нова політична еліта переконала громадськість в необхідності остаточного розмежування. 1 січня 1993 року країна мирним шляхом розпалась на Чехію та Словаччину, сталось так зване оксамитове розлучення (за аналогією з оксамитовою революцією).